# Pintura no Rio Grande do Sul

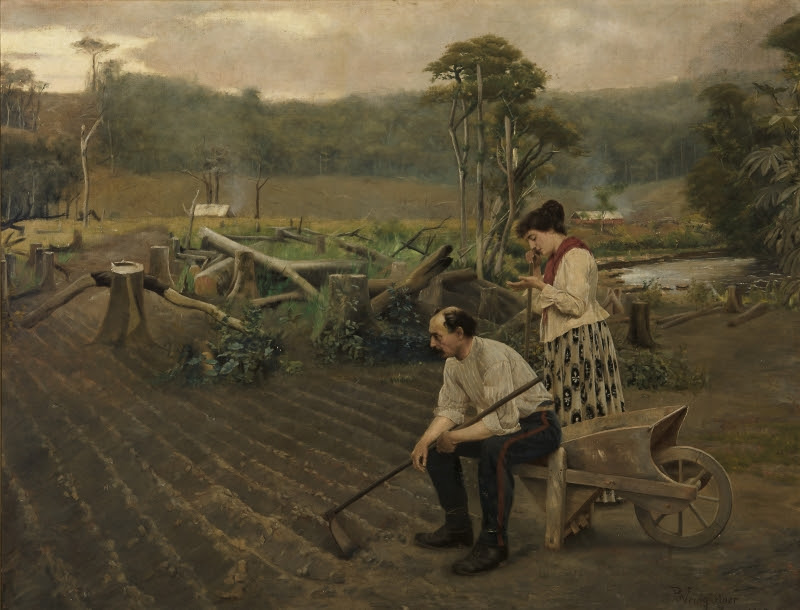
Pedro Weingärtner: Tempora mutantur, 1898, óleo sobre tela, acervo do MARGS

A pintura no Rio Grande do Sul teve uma evolução tardia em relação ao centro do país. Até o início do século XIX o Rio Grande do Sul era um território ainda em fase de povoamento, com fronteiras mal-definidas e cultura incipiente. O único episódio cultural significativo em sua história anterior ocorreu entre os séculos XVII e XVIII no ambiente das Missões jesuíticas no noroeste do estado, que na época ainda era um território da Coroa espanhola. Passando por diversas turbulências políticas e militares ao longo dos séculos XVIII-XIX, os rio-grandenses mal tiveram tempo, recursos e mesmo bases educativas suficientes para gerar muita cultura neste período.
Neste panorama despojado, sem uma tradição anterior, as primeiras evidências de arte pictórica no estado apareceram como decoração de templos religiosos e de alguns edifícios públicos ou palacetes das elites. A pintura, como arte independente, só teria condições de iniciar um florescimento, em linhas acadêmicas, a partir do final do século, iniciado em Porto Alegre, a capital, e dois outros centros regionais importantes: Pelotas e Rio Grande, portas de entrada do estado por via marítima. Então surgem os primeiros nomes de relevo da pintura local.
Nos anos 1920 o modernismo iniciou sua penetração, entrando em choque contra a tradição acadêmica e setores culturais conservadores, e abrindo uma polêmica pública que iria se arrastar por décadas até a vitória dos modernos nos anos 1950. Nesta mesma época, principalmente através da atuação do Instituto de Belas Artes, a pintura como gênero artístico autônomo já estava firmemente estabelecida e prestigiada, formava-se um mercado, multiplicavam-se os pesquisadores e críticos, cada vez mais se incorporavam atualizações de fora e se definia pela primeira vez um caráter original para a produção sulina. Mas mal o modernismo havia conseguido assegurar seu predomínio, entre os anos 1960 e 1970 a pintura gaúcha entrou em crise, como em todo o mundo. Novas estéticas entravam em ação, como a arte pop e a nova figuração, e logo as vanguardas conceituais questionavam a primazia da pintura e o próprio conceito de obra de arte, preocupando-se mais com a ideia e o processo criativo do que com a construção material da obra, passando a predominar o hibridismo de várias técnicas e materiais usados em combinações incomuns, dando-lhes novos significados. Neste momento, foi tamanha a queda da importância relativa da pintura na hierarquia de prestígio das artes que alguns chegaram a dizer que a pintura estava morta.
Mas acompanhando outra tendência internacional, nos anos 1980, parecendo esgotadas as possibilidades do conceitualismo, a pintura voltou no estado com grande força e exuberância, revisitando o passado criticamente ao mesmo tempo em que se globalizava e consagrava a pluralidade como a linguagem típica dos tempos atuais. Em fins do século XX a pintura gaúcha se tornara já uma referência nacional, colocando-se em sintonia com as tendências nacionais e internacionais e respondendo de formas criativas. Paralelamente, na curta história da pintura no estado sempre houve artistas importantes que não ficaram insensíveis aos apelos do regionalismo e abordaram o imaginário formado em torno da figura quase mítica do gaúcho e de cenários e personagens históricos ou lendários.
Considerando seus inícios pouco auspiciosos, em relativamente pouco tempo se formou no Rio Grande do Sul um vasto e ricamente diversificado acervo de pintura, um público para apreciá-lo, e um grande grupo de instituições capacitadas para estudá-lo, preservá-lo e exibi-lo. Porto Alegre continua de longe como o centro mais importante, mas em quase todo o interior a pintura já encontra espaço, mesmo que tímida e amadoristicamente. A técnica em seus elementos básicos faz parte do currículo escolar e se tornou um domínio público. Já é grande a bibliografia produzida sobre determinados aspectos da pintura riograndense, mas estudos gerais ainda não existem, sobre muitos particulares quase nada já foi dito, e muita pesquisa ainda precisa ser feita para que ela seja conhecida com a profundidade e amplitude que sua riqueza estética e importância social merecem.

## Inícios e primeira maturidade

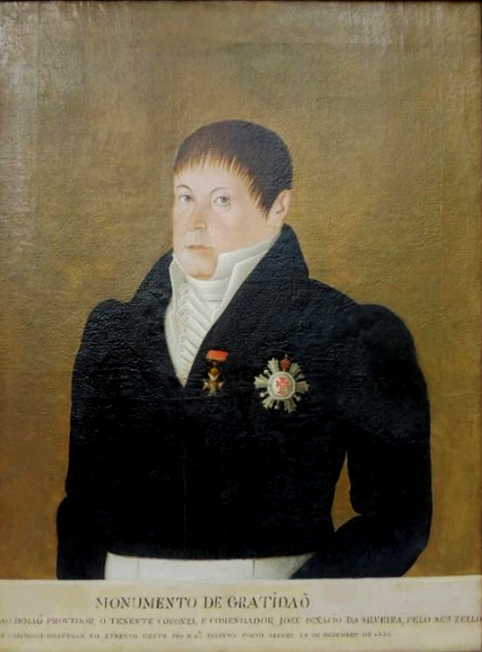
José Inácio da Silveira, provedor e benfeitor da Santa Casa, retrato de pintor desconhecido, 1832, óleo sobre tela, acervo da Santa Casa de Misericórdia de Porto Alegre

A história do Rio Grande do Sul até o início do século XIX foi marcada pelo militarismo. O seu território estava sendo conquistado à Espanha, e a maior preocupação do governo era a estabilização e defesa de fronteiras sempre em mudança e o controle de bandos de gaúchos errantes que se entregavam a pilhagens e escaramuças na zona da campanha. O único acontecimento cultural notável no território até sua conquista definitiva pelos portugueses em 1821 foi patrocinado por jesuítas espanhóis, que no século XVII fundaram, na região centro-noroeste, várias reduções para enraizamento e aculturação de índios, onde floresceu uma rica cultura híbrida orientada pelos missionários, que parece ter praticado pintura consistentemente. Desta produção pouco foi relatado e nada sobreviveu, mas seguramente deve ter sido destinada para a catequese e para o culto católico. No restante do estado, a população era escassa e pobre, se concentrava em meia dúzia de vilas e na diminuta capital, Porto Alegre, e poucas condições havia para que a arte pudesse florescer, uma situação que permaneceu em essência inalterada até passada a Revolução Farroupilha, outro evento militar que se estendeu entre 1835 e 1845 e transtornou toda a sociedade estadual. Neste contexto de asperezas e privações, as primeiras notícias sobre pintura ligada à esfera portuguesa são datadas do final do século XVIII, falando de alguns pintores artesanais que deixaram decoração mural em algumas igrejas, dos quais não se guardou o nome.

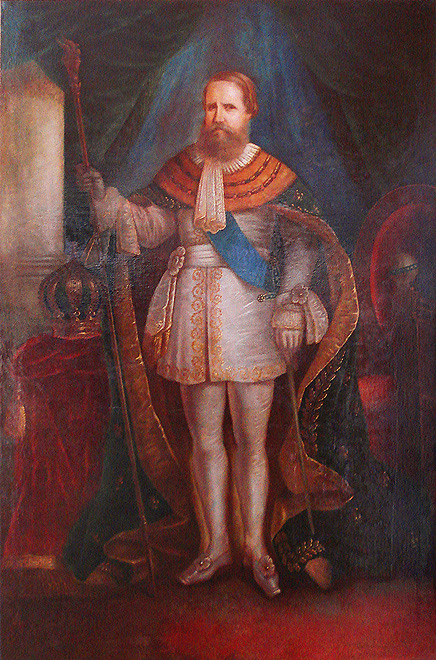
Antônio Cândido de Menezes: Retrato de Dom Pedro II, meados do século XIX, óleo sobre tela, acervo do Museu Júlio de Castilhos

Pouco depois também começaram a circular alguns artistas viajantes, os primeiros a dar uma contribuição significativa à corrente principal da pintura riograndense. Dentre eles é de se notar a presença, no início do século XIX, de João de Deus, paulista, o primeiro cenógrafo notável a atuar no estado; Alphonse Falcoz, francês diplomado na Academia Imperial de Belas Artes; Manoel José Gentil, baiano, provável autor de pelo menos parte da série de retratos oficiais de sócios beneméritos da Santa Casa de Misericórdia de Porto Alegre; Eduardo Timoleon Zalony, ativo em Rio Grande e Porto Alegre, introdutor da técnica de pintura sobre vidro; Jean-Baptiste Debret, integrante da Missão Francesa, e Herrmann Wendroth, mercenário alemão, ambos deixando importante registro visual em aquarela da paisagem e dos tipos humanos do estado. Na verdade, em meados do século XIX já havia muitos interessados em arte, especialmente em Pelotas e Porto Alegre, já havia alguns professores em atividade, e alguns viajantes acabaram por se fixar na terra, como Guilherme Litran e Frederico Trebbi, de grande prestígio no ambiente pelotense, posição ocupada em Porto Alegre por Bernardo Grasselli, Ricardo Albertazzi e Balduíno Röhrig. Eles já puderam viver de sua arte, lançaram as bases para a educação do gosto local e para a formação de um pequeno mercado, e também formaram vários discípulos que continuariam seu legado, mas o cenário até a década de 1890 foi dominado principalmente pelo amadorismo. A situação começaria a mudar, lentamente, a partir da atuação de Antônio Cândido de Menezes, o primeiro pintor de mérito nascido e ativo no estado, formado na Academia Imperial de Belas Artes e depois desenvolvendo intensa atuação na capital como artista e professor, e a partir do surgimento de Pedro Weingärtner, cuja importância será detalhada mais adiante.

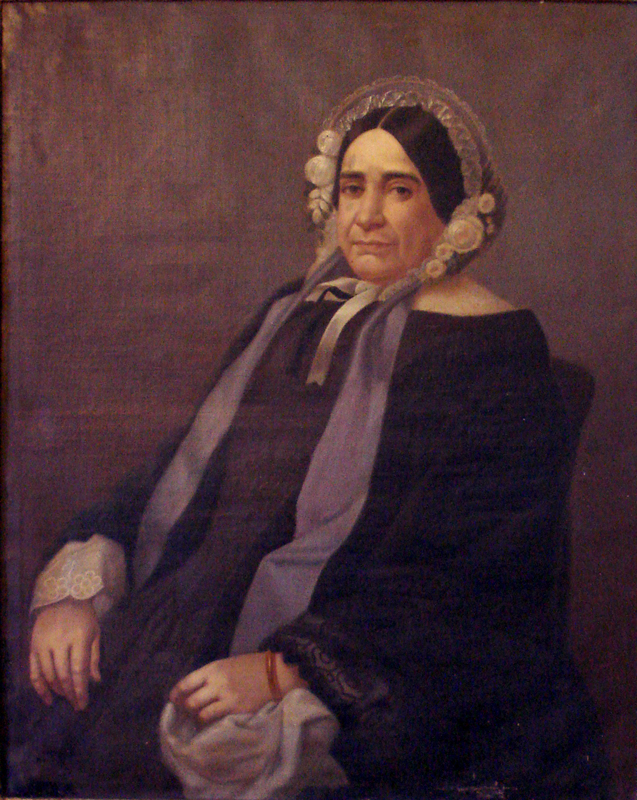
Autor desconhecido: Sócia benemérita da Beneficência Portuguesa, fins do século XIX, óleo sobre tela, Beneficência Portuguesa de Porto Alegre.

Em fins do século XIX a economia riograndense já estava razoavelmente estruturada e crescia, a sociedade começava a mostrar interesses variados em arte, cultivando o teatro, a música erudita, inclusive ópera, os saraus literários, e o grande afluxo de imigrantes europeus fornecia elementos culturais adicionais para desencadear os primeiros movimentos consistentes no terreno da pintura, ainda que isso ocorresse quase exclusivamente na capital, que por volta de 1880 possuía mais de 40 mil habitantes e economicamente já era a cidade mais importante do estado. Começava a se definir uma burguesia com poder aquisitivo, que podia comprar arte e decorava suas residências com pinturas murais, sinalizando seu status social. Foi importante então, abrindo mais espaço para o cultivo e apreciação das artes, o entusiasmo da sociedade Partenon Literário, ativa desde 1868, formada pela flor da intelectualidade gaúcha, e a realização em 1875, por inspiração de Carlos von Koseritz, do primeiro salão de artes, incluído na Grande Exposição Comercial e Industrial, onde expuseram Grasselli, Menezes e Theodor Bischoff. Em 1883 surgiu em Porto Alegre a primeira ideia de se criar uma escola de artes estruturada nos moldes das academias europeias, proposta do cenógrafo Oreste Coliva acolhida com calor pela imprensa e os círculos ilustrados. Mas o projeto, precoce demais para o momento histórico, não frutificou. De qualquer maneira, se percebia uma maior abertura para o campo da arte em geral, que começava a ser levada a sério. Disse Athos Damasceno:
"As atividades artísticas, pouco a pouco, deixam de ser consideradas mera distração de diletantes e pessoas desocupadas para impregnar-se do sentido de um poderoso instrumento de ação educativa e valorizadora do homem e da sociedade. [...] Vários seriam os artistas - pintores, escultores, arquitetos, marmoristas, entalhadores, cenógrafos, ornamentistas - que então demandariam o Rio Grande do Sul em busca de trabalho. Não se dirigiam apenas à sua capital mas também a cidades do interior, onde muitos deles se fixariam, oferecendo-nos a proveitosa orientação da experiência e dos recursos de que eram portadores".
Surgia também a primeira geração de professoras de pintura, incluindo Edilia Azarini, Margarida Ahrons e Dorothea Alruz. Aliás as mulheres perfaziam o maior número de praticantes nesta época, sendo numerosa e aplaudida sua participação nos salões que se seguiram, embora muitas vezes sua produção se aproximasse mais das artes decorativas e das prendas domésticas. Uma significativa amostra desta fase de afirmação, de perfil mais erudito, está nas importantes séries de retratos oficiais de sócios beneméritos da Beneficência Portuguesa e da Santa Casa de Misericórdia, pouco conhecidas pelo grande público, mas que estão entre o melhor da retratística gaúcha na passagem do século XIX para o século XX. Figuras menores isoladas e semi-amadoras como Pietro Stangherlin e Antônio Cremonese também fizeram interessantes ensaios de pintura em cidades de fundação muito recente como Caxias do Sul e Farroupilha, o primeiro ainda falando um idioma barroquizante, e o segundo, com estilo de caráter popular.

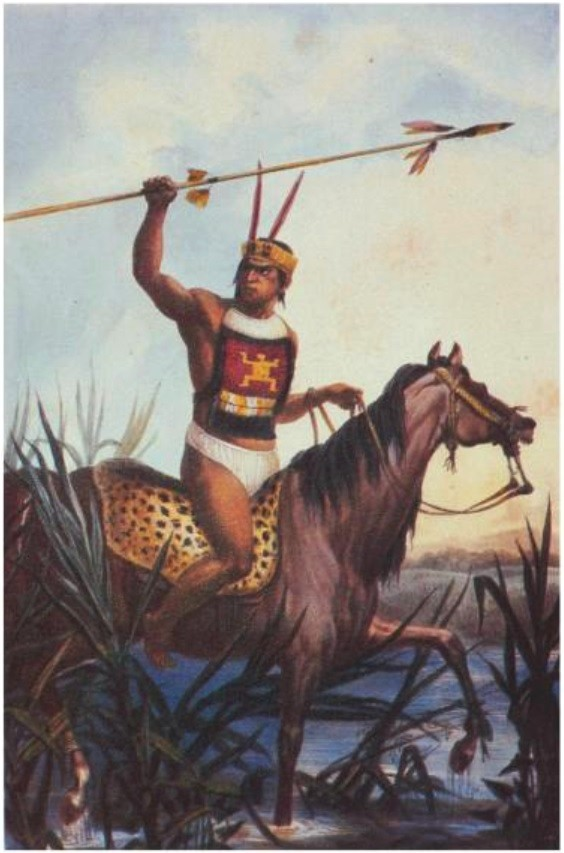
Debret: Índio charrua, aquarela, c. 1822.
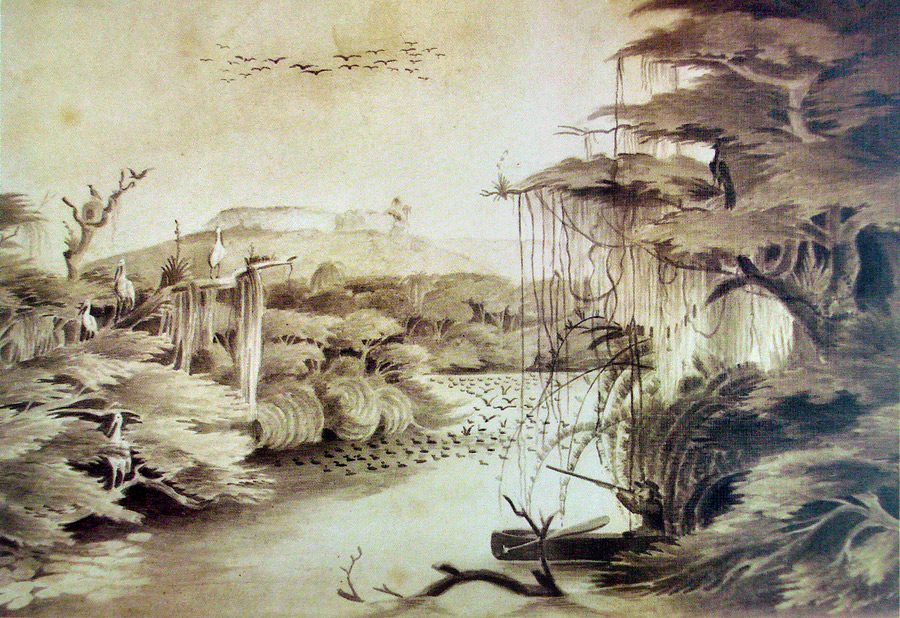
Wendroth: Vista do rio dos Sinos, aquarela, 1852.
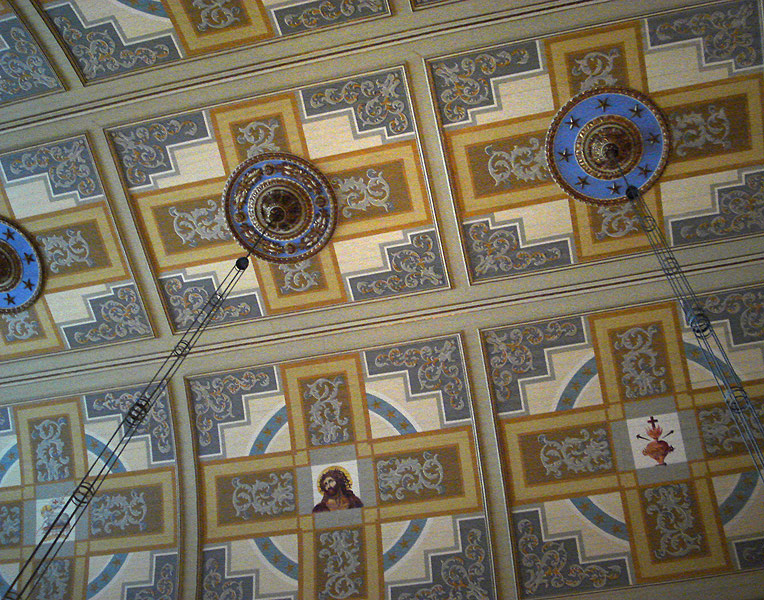
Germano Traub (atribuição): Pintura decorativa no teto da nave da Igreja das Dores, segunda metade do século XIX.
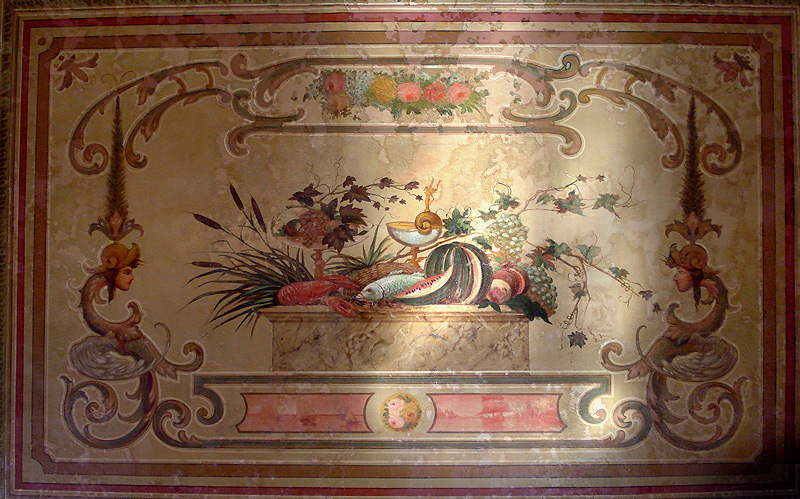
Detalhe da decoração mural no Solar dos Câmara.

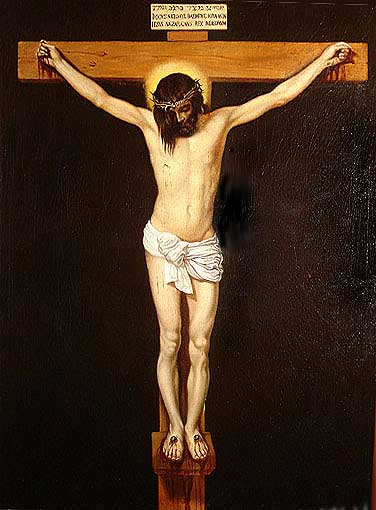
Guilherme Litran: Cristo crucificado, óleo sobre tela, segunda metade do século XIX, cópia de Velázquez. Acervo do MARGS.
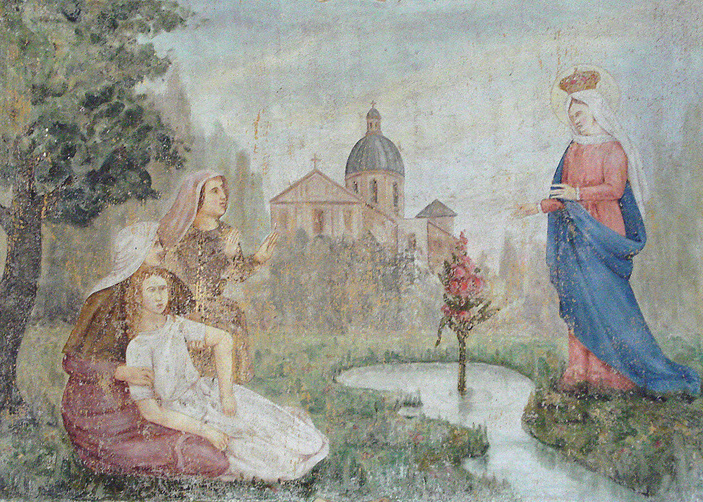
Antônio Cremonese: Milagre de Nossa Senhora de Caravaggio, c. 1880. Capela-mor da antiga Matriz de Caravaggio, Farroupilha.
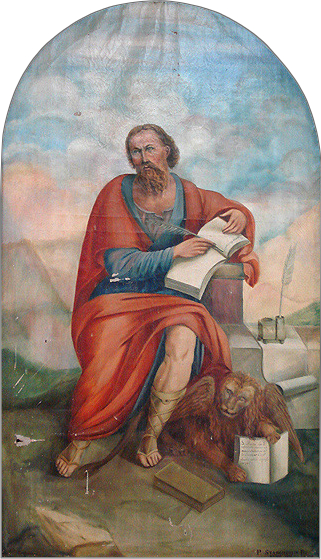
Pietro Stangherlin: São Marcos Evangelista, 1890, óleo sobre tela, Museu Municipal de Caxias do Sul.
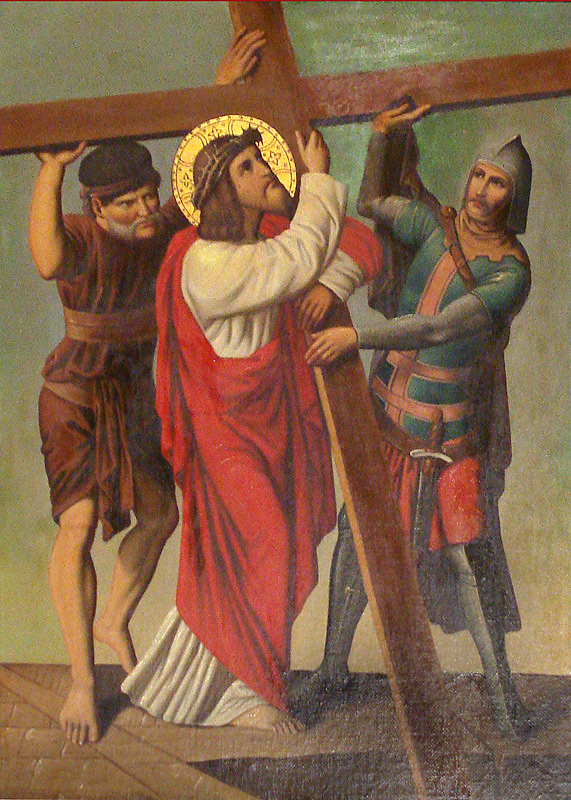
Autor desconhecido: Jesus é auxiliado por Simão Cireneu, óleo sobre tela, c. 1900, Capela Nosso Senhor dos Passos da Santa Casa.

## Os primeiros sinais de uma identidade

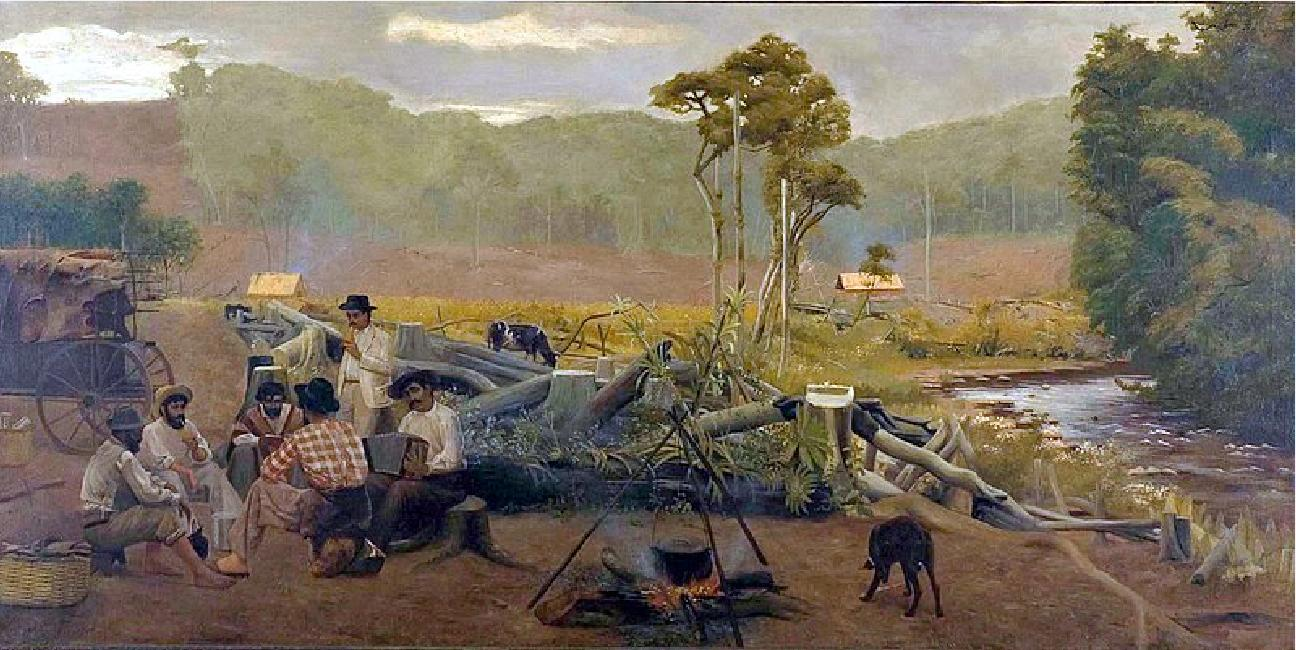
Pedro Weingärtner: Carreteiros gaúchos chimarreando, óleo sobre tela, 1911. Pinacoteca Aldo Locatelli

Deste fim de século em diante começaram a aparecer na cena alguns outros pintores nativos, mas de talento superior como Augusto Luiz de Freitas, autor de telas monumentais, e Pedro Weingärtner, a maior figura da primeira geração de grandes pintores gaúchos. Teve sólida formação acadêmica na Europa, e desenvolveu, residindo alternadamente em Porto Alegre e Roma, uma carreira brilhante de fama internacional até a década de 1920, sem nenhum concorrente à altura, trabalhando em uma grande variedade de temas, como as cenas de gênero, cenas mitológicas, paisagens e cenas regionalistas, onde deixou sua obra mais importante.
Eles dois e os outros pintores antes citados seguiam com maior ou menor sucesso as tradições da grande pintura acadêmica, com um estilo que fundia referências neoclássicas, realistas e românticas. De cada corrente se aproveitou alguma coisa, esboçando uma síntese que era, segundo Marilene Pieta, largamente um simples transplante de elementos estrangeiros, sem maior vínculo com a cultura local, com a exceção de Pedro Weingärtner, em cujos trabalhos aparecem pela primeira vez de forma consistente figuras do povo, o gaúcho e os imigrantes, nas primeiras composições de regionalismo sulino da história da pintura brasileira, ainda que dentro de um arcabouço formal acadêmico.
Não se pode esquecer também a influência do positivismo sobre as artes gaúchas, como uma força de matriz iluminista que buscava o progresso e o estabelecimento da democracia para a conquista de uma vida social significativa e pacífica, uma doutrina que formou as bases da identidade política e cultural da região na passagem do século XIX para o século XX. Neste programa, as artes eram prestigiadas como um instrumento de educação social, mas enfrentava-se a precariedade do sistema. Ainda não havia museus de arte nem academias estruturadas, e somente em 1893 abriu a primeira galeria em Porto Alegre, na verdade apenas uma saleta separada no bazar Ao Preço Fixo, mas enfim era um espaço especial para a pintura, e a iniciativa foi um êxito completo.
Não obstante a fraca estrutura de apoio e o reduzido mercado, a imprensa, através de Olinto de Oliveira e outros cronistas, já noticiava regularmente o aparecimento de novidades na "Arte de Apeles", como o retórico linguajar da época usava chamar a pintura. A sociedade sinalizava positivamente para a arte. Nesta altura Porto Alegre já contava com centenas de pintores, entre profissionais e amadores, residentes ou de passagem, muitos davam aulas e quase todas as escolas particulares ofereciam introdução às técnicas básicas de pintura e desenho. Enquanto isso, a pintura mural decorativa em residências, cafés elegantes, grandes edifícios públicos, faculdades e igrejas se tornava uma moda. A pintura se tornava coisa conhecida e apreciada. Em algumas cidades do interior já se percebia uma tendência semelhante. Se em Porto Alegre, nas duas exposições comerciais e industriais anteriores, haviam participado apenas um punhado de pintores, na exposição de 1901 eles haviam passado para as dezenas, muitos oriundos do interior, com entusiástica recepção pelo público e imprensa.

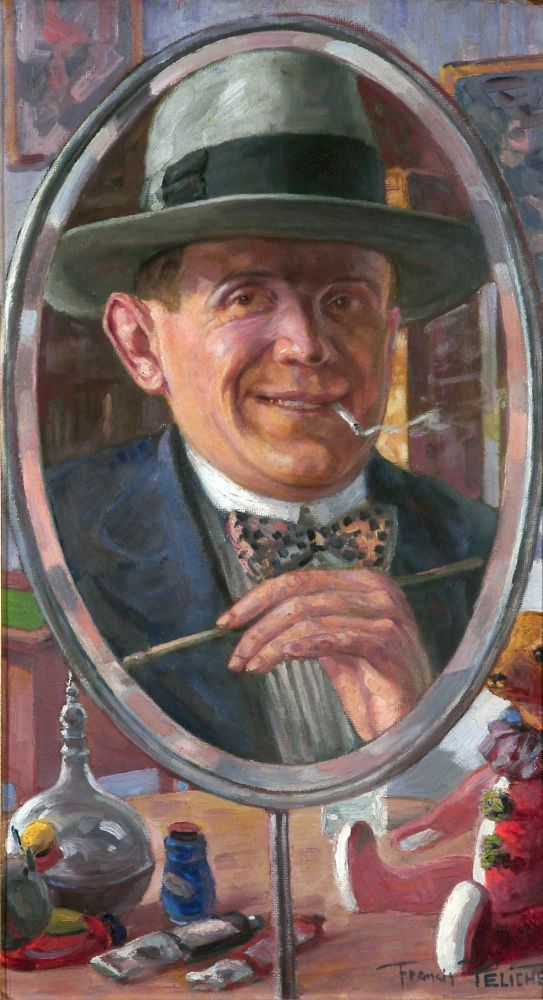
Francis Pelichek: Auto-retrato, Pinacoteca Barão de Santo Ângelo

A geração seguinte de artistas nasceu ainda nos oitocentos, mas sua obra só frutificaria nas primeiras décadas do século seguinte. A ela pertenceram, entre outros, Oscar Boeira, Affonso Silva, Libindo Ferrás e João Fahrion, junto com artistas de fora como Eugenio Latour, Francis Pelichek e Luiz Maristany de Trias, que dariam também importantes contribuições, mas até a última exposição de Weingärtner em 1925 permaneceriam largamente à sua sombra em prestígio. Leopoldo Gotuzzo, que não pode ser esquecido por ser gaúcho nato e pintor de grande mérito, fez exposições em Porto Alegre mas desenvolveu a maior parte da sua carreira no Rio. Todos estes tiveram uma formação acadêmica, e beberam da mesma fonte que servia aos autores da primeira geração, com o diferencial de assimilarem ainda lições importantes do impressionismo - visíveis especialmente em Boeira e Maristany - abrandando o rigor acadêmico no desenho e na organização do espaço, com o aproveitamento da mancha como recurso expressivo e mostrando uma nova sensibilidade para os efeitos de luz, preparando o caminho para as inovações mais radicais dos modernos.
O século XX inicia com a realização do primeiro evento inteiramente dedicado às artes plásticas, o Salão de 1903, promovido pela Gazeta do Commercio, contando com Weingärtner, Romualdo Prati, Francisco Manna, Augusto de Freitas e Libindo Ferrás na pintura. Este salão, segundo Damasceno, foi "o primeiro certame a dar às artes do Rio Grande do Sul um estatuto de autonomia, [...] legitimando-as como objeto de aprovação e distinção social".

### O Instituto de Belas Artes

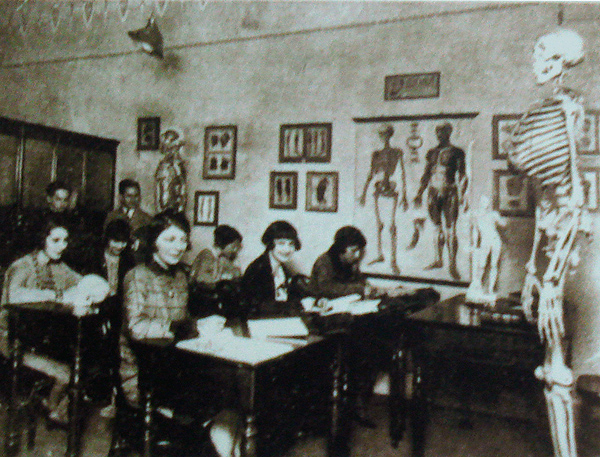
Aula de anatomia no Instituto Livre, dirigida por Libindo Ferrás, 1928

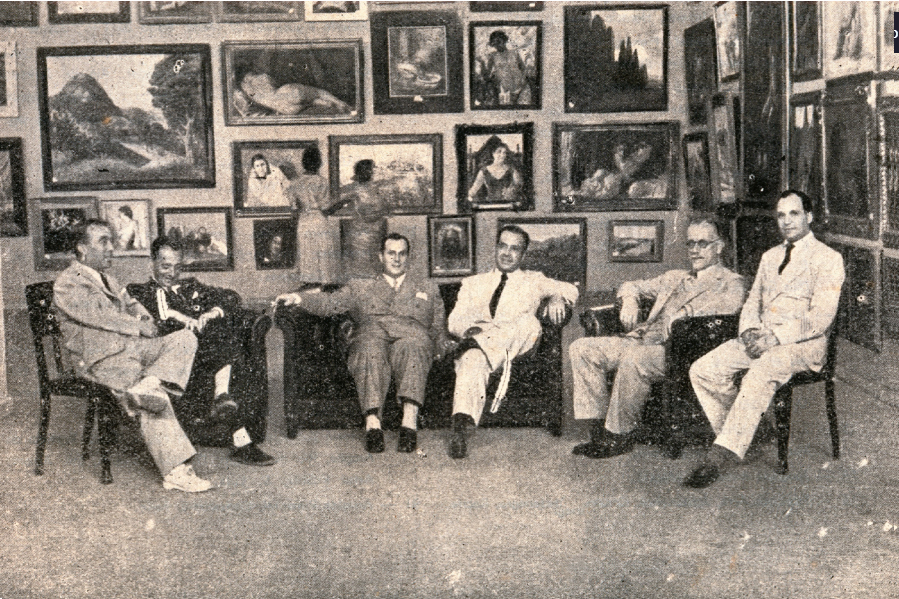
Membros do juri do II Salão do Instituto de Belas Artes, 1941

Uma rápida ascensão do prestígio das artes plásticas entre os círculos oficiais e a elite cultural levaria à fundação em 1908 do Instituto Livre de Belas Artes, depois Instituto de Belas Artes (IBA), antecessor do atual Instituto de Artes da UFRGS, que concentraria a produção de arte erudita na capital e seria no estado praticamente a única referência institucional significativa até meados da década de 1950 nos campos do estudo, ensino e produção de pintura. Por muito tempo também seria o reduto do academismo em virtude de sua ligação com o governo e a elite conservadora. O pesquisador Círio Simon, que levantou a história da instituição, avalia que o Instituto "foi criado por amadores da arte como culminância do projeto civilizatório formado pelas escolas superiores livres e que constituíram a origem da primeira universidade na região", mas logo profissionais se juntariam e "assumiriam sua condição de agentes, passando a expressar a autonomia da arte, valendo-se do seu lugar institucional.".
Apesar do papel divulgador e consagrador da arte que o IBA desempenhou desde seu início, o preconceito contra o artista profissional ainda era forte, e as aulas eram por vezes consideradas pela sociedade em geral como mero lazer ou ornamento social, como se queixou Olinto de Oliveira, diretor do IBA, em relatório de 1912. O curso de Pintura, apesar de previsto desde a origem do IBA, só seria aprovado em 1926, mas segundo Simon, não há evidência de que fosse desenvolvido em bases regulares senão a partir de 1936. A orientação da instituição seguia critérios derivados das tradicionais academias do século XIX, e a ligação com o governo do estado era preservada cuidadosamente. Ensinaram pintura no Instituto, até os anos 1930, apenas Libindo (também o seu primeiro diretor) e Pelichek, contando com convidados especiais para as bancas de avaliação, como Weingärtner, Boeira e Torelly.

## Modernidade

### Inícios

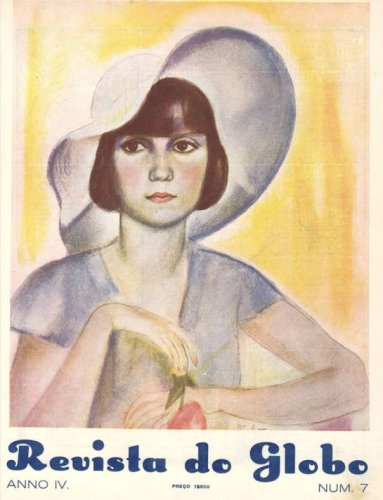
Capa da Revista do Globo, ano IV nº 7, de 1932, com ilustração de Francis Pelichek

O relativo isolamento e as características peculiares da economia e da formação cultural do estado criaram condições para que a renovação do Modernismo não se processasse da mesma forma como ocorria internacionalmente, marcada pela ruptura profunda com toda tradição. Aqui aquela síntese entre as escolas acadêmicas oitocentistas e a tintura ideológica positivista ainda era considerada a arte mais moderna, enquanto que as escolas da vanguarda internacional, como o Expressionismo e o Cubismo, abriam caminho com mais vagar, primeiro através das artes gráficas, nas ilustrações publicadas em revistas como Máscara, Revista do Globo e Revista Kodak. As artes gráficas eram um bom mercado alternativo para os pintores mais inquisitivos da época. Também a fotografia contribuiu para o desenvolvimento de uma nova abordagem da pintura, como se observa em Weingärtner e nos vários retratistas ativos na época.
Outros sinais de modernização surgiriam por influência de João Fahrion, de volta de seu aperfeiçoamento na Europa, onde frequentou as vanguardas, tornando-se rapidamente um respeitado ilustrador e professor, que foi considerado por Susana Gastal outro divisor de águas na pintura gaúcha. Também a presença dinâmica de Helios Seelinger em Porto Alegre congregou um grupo de artistas, levando à concepção de um novo salão de artes, o Salão de Outono de 1924, que abriria publicamente o debate entre tradição e modernidade e estabeleceria uma ligação local com os movimentos renovadores que aconteciam no centro do país, debate que se mostrou acirrado e se estendeu por vários anos através da imprensa. A última exposição do antes celebrado Weingärtner aconteceu em 1925, mas mesmo tendo sido bem recebida pela imprensa, as críticas já faziam referências à mudança no gosto geral. O público visitante foi pouco expressivo, fazendo a mostra ser encerrada antecipadamente sem muitas vendas. Os tempos definitivamente já eram outros. Porto Alegre, com 200 mil habitantes, já era uma cidade próspera, passava por um grande processo de reurbanização e modernização, com o governo positivista a acelerar a marcha do progresso.

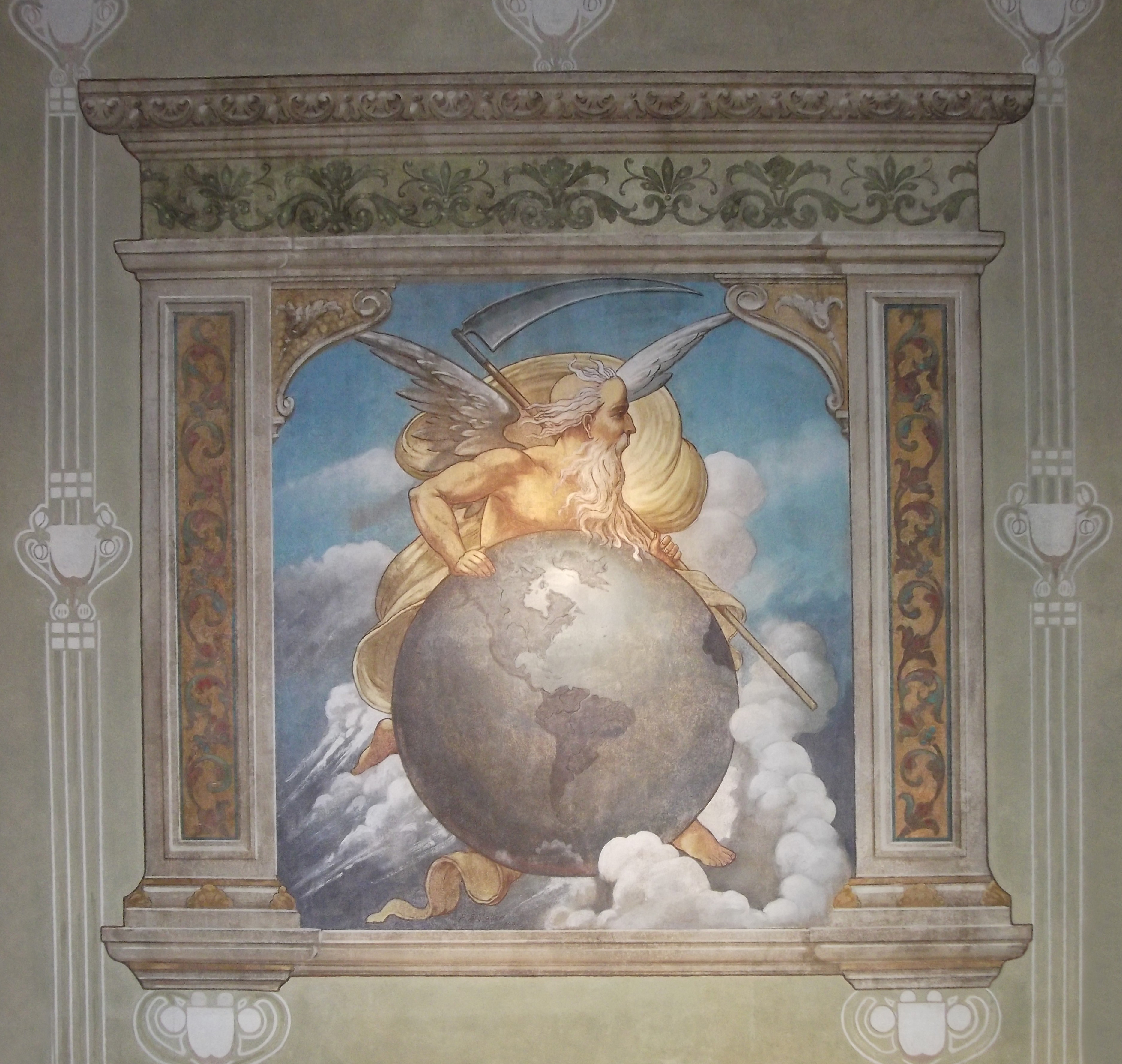
Painel de Fernando Schlatter representando o deus Cronos no Observatório Astronômico da UFRGS

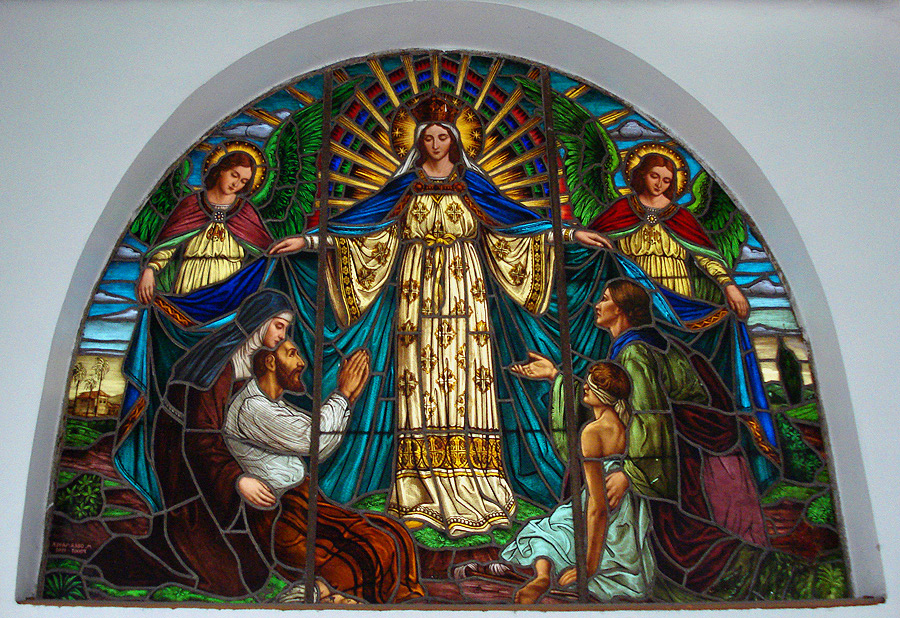
Vitral da Casa Genta na Santa Casa de Porto Alegre

Entretanto, as instituições oficiais e o público em geral resistiam às manifestações mais arrojadas e contestadoras dos modernos. A sociedade gaúcha até então crescia sobre um modelo agropecuário, mantido principalmente por latifundiários que não tinham interesse em mudar o status quo. O comércio e a indústria começavam a se tornar forças economicamente importantes, mas seus princípios eram igualmente conservadores. Neste impasse, o modernismo tardou em se afirmar no Rio Grande do Sul, só se tornando uma força dominante décadas mais tarde.
A tendência conservadora se manifestava também na pintura decorativa de edifícios públicos, igrejas e residências da elite, destacando-se neste campo nas primeiras décadas do século o nome de Fernando Schlatter, com um estilo eclético e historicista muito devedor da arte do século XIX, mas muito apreciado na época, deixando diversas obras importantes na capital e algumas pelo interior do estado. Nesta altura ganhavam aceitação os vitrais pintados, usados em sedes de bancos, prefeituras, residências e escolas, mas sobretudo eram muito populares para a decoração de igrejas, tendo como principais empresas produtoras a Casa Genta e a Casa Veit. Ambas sediadas em Porto Alegre, distribuíam seus produtos por todo o estado.
Ao mesmo tempo, por estímulo do Partido Republicano Rio-grandense e com expressão nas letras e nas artes plásticas, começava a ser formulada uma mitologia local sobre a figura do gaúcho, um estereótipo artificialmente construído que sintetizou as diferenças étnicas locais e gerou uma coesão cultural capaz de impulsionar um avanço político do Rio Grande do Sul no panorama nacional. Criou-se um senso de identidade regional e também uma iconografia nova em torno desse gaúcho, consagrada pioneiramente por Weingärtner, que sintetizava em sua figura mitificada o processo histórico da formação do estado. Agora "redescoberto", reinventado e glamurizado, tornado símbolo de identidade, de liberdade, de coragem, de engenho e virilidade, este gaúcho, que também é um representante típico do conservadorismo, fundou uma matriz simbólica que até os dias de hoje tem vasto apelo popular e define muitas ações públicas, com prolífica iconografia atualizada.

João Fahrion: Bastidores, 1951, óleo sobre tela

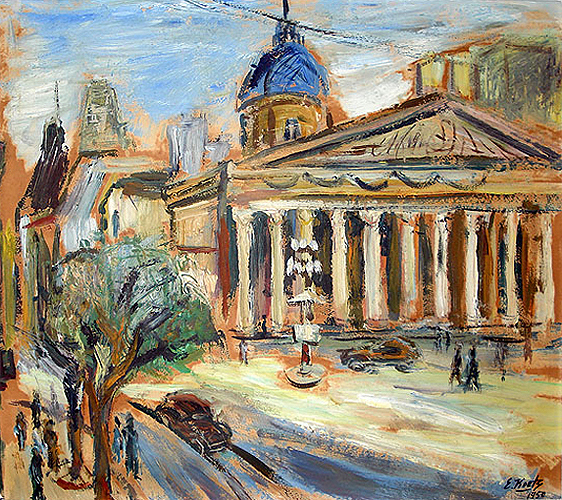
Edgar Koetz: Catedral de Buenos Aires, 1950, óleo sobre tela, MARGS

Em 1936, ano em que Libindo Ferrás deixa a direção e parte para o Rio, o Instituto de Belas Artes foi incorporado à Universidade de Porto Alegre, e em 1939 teve seu currículo consideravelmente ampliado e reformado, passando a contar com a participação docente de João Fahrion, José Lutzenberger, Luiz Maristany de Trias e Ângelo Guido, uma equipe muito bem preparada e talentosa. Neste mesmo ano ali foi instituído um salão que contava com a participação de artistas nacionais, sobretudo docentes da Escola Nacional de Belas Artes, o que favoreceu por via reversa a divulgação da arte local no centro do país. Outro impulso viria através da fundação, em 1938, da Associação Riograndense de Artes Plásticas Francisco Lisboa, formada principalmente por artistas um tanto à margem dos círculos oficiais, que trouxeram consigo uma marca de insatisfação com o sistema de arte instituído. Também criaram um salão anual de grande tradição. Dentre as figuras marcantes que foram seus sócios estão Carlos Scliar, Guido Mondin e Carlos Alberto Petrucci. As exposições se multiplicavam na cidade, mesmo que realizadas ainda em lojas e bancos. Desta forma uma atmosfera de renovação era sensível, a qual, junto com um sistema oficial que se consolidava, propiciavam as bases para um avanço geral na pintura.
Ao longo dos anos 30 e 40 a pintura gaúcha ganhou em credibilidade, qualidade e número de praticantes e cresceu o mercado consumidor. Notava-se também uma intensificação no debate teórico-ideológico entre os partidários do modernismo e os que defendiam as escolas tradicionais. Mas a crítica de arte, ainda incipiente e relativamente amadora, apesar de louvar o espírito inovador dos modernistas, ainda se apegava a critérios humanistas herdados do século anterior baseados em supostos valores perenes na arte e em simbolismos regionais. Ângelo Guido e Aldo Obino, dois dos mais importantes críticos de arte da época, atacavam pesadamente os modernistas baseando suas opiniões nos alegados efeitos morais negativos que a arte exerceria sobre o público. Para eles a arte modernista era subversiva, deformada, superficial, desagradável, disseminando valores que ameaçavam a ordem social estabelecida, enquanto o academismo era visto como um estilo que proporcionava prazer estético pela sua fidelidade a modelos de perfeição ideais ao mesmo tempo em que, desprovido de conflitos sérios, representava plasticamente um modelo social pacífico e harmonioso. Em 1942 alguns membros da Associação Francisco Lisboa assinaram um Manifesto Anti-Modernista, acusando os modernos de serem uma influência destrutiva para a sociedade e para as tradições locais, por sua alegada filiação ao socialismo e sua falta de valores éticos e cristãos. Para marcar seu protesto, criam o I Salão Moderno de Artes Plásticas, organizado com o intuito de ridicularizar a arte moderna.
Uma defesa mais consistente do modernismo partiu de Manoelito de Ornellas, que havia participado do Grupo Verde-Amarelo, e em 1944, através do Departamento Estadual de Imprensa e Propaganda, organizou o Salão dos Novos, com o objetivo declarado de estimular as pesquisas de vanguarda. Nesse momento, quando o próprio Estado passava a apoiar as vanguardas, tanto Obino como Guido baixam o tom dos ataques, e deixam de usar contra os modernos epítetos como "bolcheviques", "subversivos" e "imorais". Nesta mesma época Scliar, um dos mais ardentes propugnadores da renovação estética, junto com Manoel Martins, se destacam com as primeiras obras de fundo social. Outros artistas ativos nesse momento histórico são Benito Castañeda, João Faria Vianna, Edgar Koetz e Gastão Hofstetter, estes dois ligados à oficina de ilustração da Revista do Globo onde Ernest Zeuner foi a figura central, fazendo importante escola de artistas gráficos.

### Consolidação

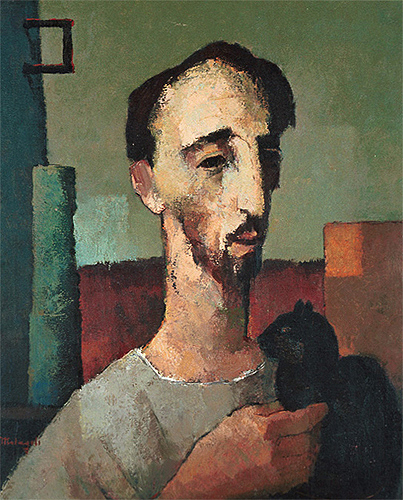
Ado Malagoli: O gato preto, 1954, óleo sobre tela, acervo do MARGS

A década de 1950, em que Porto Alegre consolidou definitivamente sua liderança estadual nos assuntos artísticos, atraindo artistas de toda parte, seria o momento de uma definição estética mais ou menos geral em favor do modernismo. A sociedade já tinha uma visão de mundo diferente, tinha mais acesso à educação e à informação, o IBA renovava seu quadro de professores e se abria aos novos tempos, e os artistas já eram vistos com mais respeito. Em Pelotas era fundada a Escola de Belas Artes, os salões se fortalecem, surgem as primeiras galerias importantes, iniciam-se ensaios de pintura abstrata com Paulo Flores, Glauco Rodrigues e outros, e duas novas presenças exerceriam grande impacto na cena de arte: Ado Malagoli e Aldo Locatelli. Além disso, acontece um evento fundamental: a criação em 1954 do Museu de Arte do Rio Grande do Sul (MARGS).
Malagoli veio para ensinar no IBA e logo assumiu outras funções públicas: a direção da Divisão de Cultura da Secretaria Estadual de Educação, onde orientou o ensino público artístico estadual, e logo a direção do Museu de Arte recém fundado, e com isso praticamente dominou o palco de acontecimentos oficiais. Malagoli era um modernista moderado com sólida formação acadêmica e já muito laureado. Sua atuação no IBA foi decisiva para a formação de gerações de novos mestres e pintores, como pintor expressou claramente seus ideais em obra individual importante, e à testa do MARGS, com verbas estatais adquiriu o primeiro núcleo de pinturas para o acervo do museu. Sua filosofia na administração do MARGS era claramente progressista, e as primeiras exposições de arte promovidas pelo museu privilegiaram os modernos. Trouxe pela primeira vez ao estado Portinari, e depois outros pintores como Frank Schaeffer e Di Cavalcanti, Manabu Mabe e Takashi Fukushima, além de arte japonesa, polonesa e de outras origens, injetando enorme energia de enriquecimento geral, renovação e expansão de horizontes no ambiente gaúcho. Sua importância para a arte gaúcha foi comparada à de Portinari para a arte brasileira. Malagoli como professor aglutinou em torno de si um grupo de talentosos pintores, conhecido como Núcleo Malagoli, que foram fortemente influenciados pelo mestre, influência que perduraria até os anos 1970 em especial sobre Rubens Cabral, Alice Soares, Alice Brueggemann, Joel Amaral, Regina Silveira, Fabrício Marques Soares, Iná Fantoni, Paulo Porcella, Suelly Kelling, Nelson Wiegert, Maria Lídia Magliani e Marilene Pieta, entre outros, mesmo que mais tarde seguissem por outros caminhos.

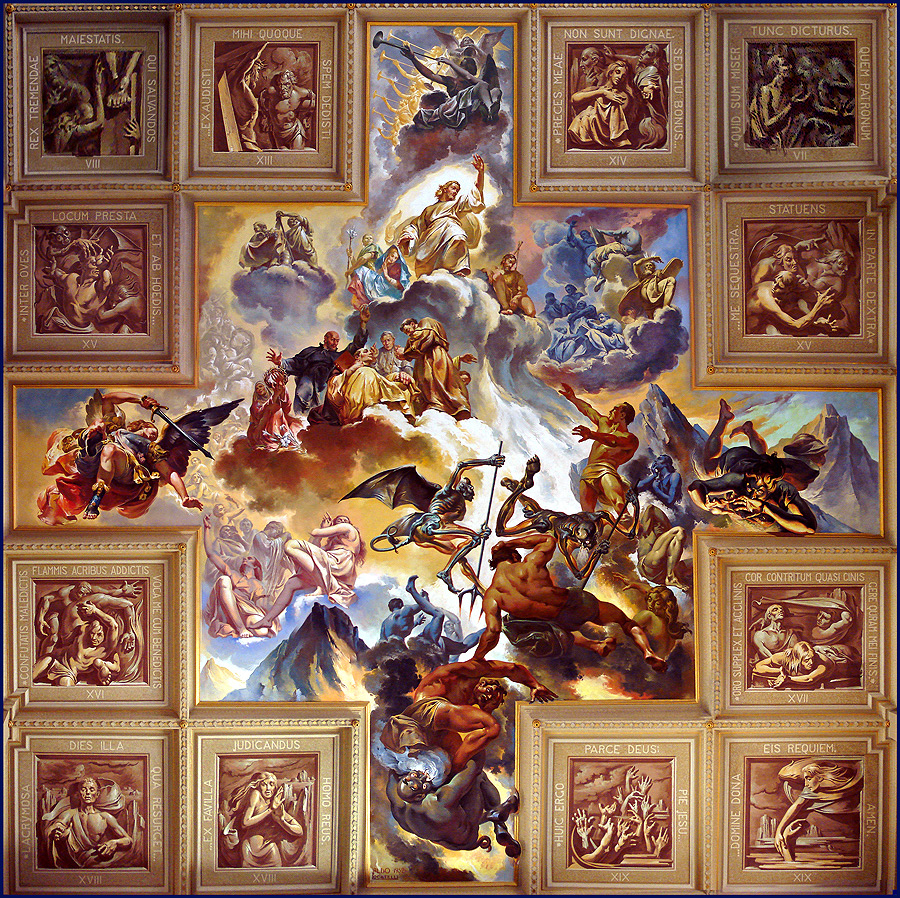
Aldo Locatelli: Juízo Final, teto da Igreja de São Pelegrino em Caxias do Sul

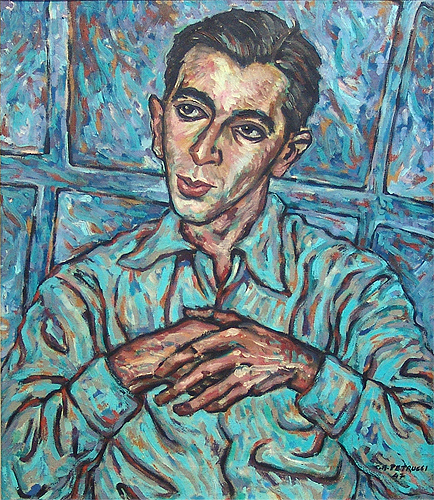
Carlos Petrucci: Retrato de José Lewgoy, 1947, óleo sobre tela, MARGS.

Locatelli, por outro lado, trouxe consigo da Itália a tradição muralista derivada de Michelangelo, influenciado também por Piero della Francesca e os futuristas italianos, como Umberto Boccioni, e foi uma referência nova, o maior expoente da pintura mural e religiosa no estado, gêneros pouco cultivados por estas paragens. Também deu aulas no IBA, onde tentou incutir nos alunos uma apreciação por uma arte idealista e com função social, daí sua capital contribuição para o muralismo público gaúcho. Criações como a decoração sacra da Igreja de São Pelegrino em Caxias do Sul, da Catedral de Nossa Senhora da Conceição em Santa Maria e os painéis regionalistas no Palácio Piratini, são de grande riqueza plástica e expressividade. Não deixou descendentes diretos, embora Círio Simon considere Clébio Guillon Sória, Paulo Peres e Regina Silveira de alguma forma seus herdeiros, mas sua obra se realizou em um estilo muito diverso do mestre. Emilio Sessa colaborou com Locatelli no planejamento e execução de diversas obras de grande envergadura, e na parte de execução ficava responsável geralmente pelos elementos decorativos, como frisos, molduras e ornamentos, bem como figuras secundárias, não obstante importantes para o efeito de conjunto. Contudo, sua relevante contribuição tem sido muito ofuscada pela grande fama de Locatelli. Por outro lado, Sessa fez sozinho a decoração de muitas igrejas na capital e interior do estado, onde seu estilo pessoal, eclético e historicista, se revela por inteiro, sendo considerado pelo IPHAE "um dos mais significativos muralistas de arte sacra dos templos do Rio Grande do Sul".
Outro fator importante nos anos 1950 foi uma afirmação do regionalismo, que teve repercussão nacional através das artes gráficas, pela atividade do Grupo de Bagé e dos clubes de gravura de Bagé e Porto Alegre, que não obstante se concentrando na gravura mobilizaram todo o campo da visualidade gaúcha com um regionalismo já desprovido do tom heroico atribuído pela política oficial, o que caracterizara sua invocação no início do século, buscando apresentar uma arte acessível ao proletariado e identificada com ele. Eram, além de gravuristas, também pintores, Danúbio Gonçalves, Plínio Bernhardt, Glênio Bianchetti e Glauco Rodrigues, eles mesmos chamando sua pintura neste período de "terrorista, absurda e sem técnica", tipificando o modernismo mais experimental. A atividade deste grupo influenciou outros como Carlos Alberto Petrucci, além de ter contribuído para uma maior aceitação geral dos princípios modernistas. Para Aracy do Amaral,
"Curiosamente no Rio Grande do Sul se contrapôs, à postura aliada à defesa dos mais poderosos, um outro regionalismo que [...] visava à expressão de uma realidade cotidiana, ligada ao homem simples da região, a fim de mobilizá-lo para uma luta que então era politização, a campanha de paz e contra as armas atômicas, luta internacional latinoamericana, brasileira, dos artistas de esquerda, que cessou de existir por volta de 1956. A adesão à causa gaúcha, aqui, não impediu os gravadores de expressar a face contraditória e, às vezes, dramática desse popular regional".
Pelo fim da década, estando o modernismo firmemente instalado e incensado, já sem qualquer oposição do IBA, que fora o reduto acadêmico, os esforços oficiais se voltaram para a ambiciosa meta de equiparação cultural do Rio Grande aos centros nacionais como São Paulo e Rio de Janeiro. Para isso foi realizado em 1958 um Congresso Brasileiro de Artes, com participação de Pietro Maria Bardi, Quirino Campofiorito, Mário Pedrosa, Sérgio Milliet e outros, para debater uma variedade de temas, seguido pela instituição do Salão Pan-Americano, cujo objetivo era emular a Bienal Internacional de Arte de São Paulo. Mas as possibilidades locais foram superestimadas e o projeto não teve continuidade, como seria de esperar para um salto tão amplo sem uma base conjuntural de fato consistente, mas indica que os artistas já se sentiam seguros do seu ofício e através de suas instituições o Estado os considerava dignos de substancial apoio, consagrando a arte como uma atividade de importância social. Nesta altura, quando o modernismo triunfava na capital, ele continuava a mesma luta em alguns dos maiores centros do interior, como Pelotas e Caxias do Sul.

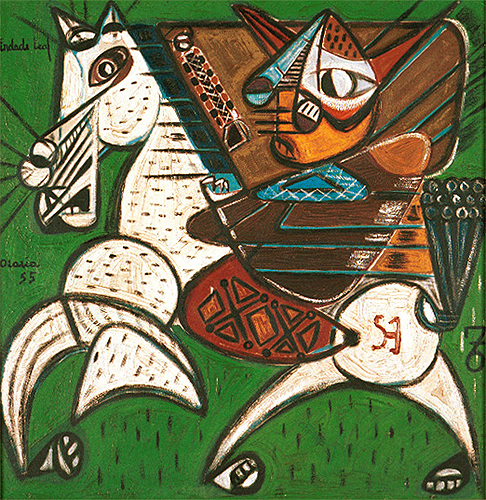
Geraldo Trindade Leal: Ginete, 1955, óleo sobre tela, MARGS

Outros artistas emergentes desta época, que fariam nome depois, são Geraldo Trindade Leal, Vitorio Gheno, mais ativo como ilustrador, Yeddo Titze, Sobragil e Edy Carollo, pai e filho, José de Francesco, quase todos merecendo a atenção dos pontífices da crítica do momento: Obino e Guido, já citados, e agora também Fernando Corona. Iberê Camargo, ainda em formação mas já mostrando ter voz própria, logo parte para o centro do país, o mesmo acontecendo com uma figura única mas deslocada na cena local: Mira Schendel, que estava residindo aqui de passagem. Neiva Bohns sumarizou as condições da arte gaúcha no fim dos anos 50 da seguinte forma:
"Nos anos 50, conjugaram-se, nem sempre pacificamente, num mesmo território, e no mesmo período de tempo, as mais diversas tendências: ainda estavam ativos os artistas e professores de formação clássico-acadêmica, enquanto instalavam-se, cada vez mais solidamente, os modernistas de distintas facções. Contestando ambos, e desagradando a todos, começavam a surgir manifestações mais radicais que desaguariam, pouco tempo depois, na dissolução das fronteiras entre as linguagens artísticas e na contestação das instituições de consagração da arte e dos artistas. Isto vale dizer que, quando o Rio Grande do Sul pôde, finalmente, orgulhar-se de possuir um 'sistema de arte' em processo de consolidação, constituído por escolas, museus, galerias, crítica e público comprador, a arte que se produzia já contestava nuclearmente a validade destas instâncias".

### Outros centros
Santa Maria possuía desde 1922 uma Escola de Artes e Ofícios, onde ensinavam Frederico Lobe e Salvatore Parlagreco, e em 1963 a Universidade de Santa Maria dá início às atividades de sua Faculdade de Belas Artes, atraindo alunos de toda a sua região. Merece nota ainda Eduardo Trevisan, que além de pintor foi um dos fundadores do Instituto Municipal de Cultura.
Pelotas já tinha uma Escola de Belas Artes própria ativa desde 1949 com o apoio de Locatelli e Emilio Sessa, mais tarde anexada à Universidade de Pelotas, e seguia desenvolvendo sua antiga tradição em arte. E a Universidade de Caxias do Sul incorporou em 1967 o curso de pintura oferecido desde há alguns anos pela Prefeitura Municipal. Especialmente em Caxias do Sul Locatelli deixou uma marca com a criação de vários painéis na cidade.
Contudo, estes centros ainda mostravam tendências conservadoras e atendiam a um público reduzido, mas já constituíam os germes de núcleos regionais de ensino, produção e consumo de arte que teriam papel de relevo mais tarde. Nas restantes cidades do estado, quase nada de vulto havia neste terreno, e seus talentos mais promissores, como Glauco Pinto de Moraes, de Passo Fundo, e Iberê Camargo, de Restinga Seca, usualmente buscaram instrução e aperfeiçoamento na capital, quando não fora mesmo do estado.

## Declínio do modernismo e as novas vanguardas

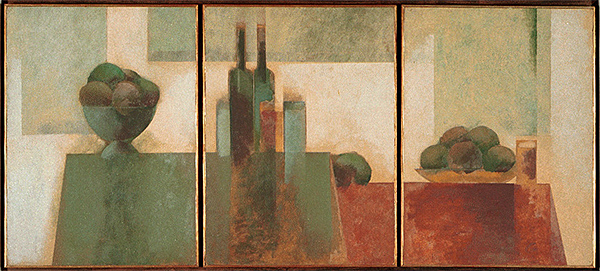
Carlos Scliar: Natureza morta, 1960, têmpera encerada sobre tela, acervo do MARGS

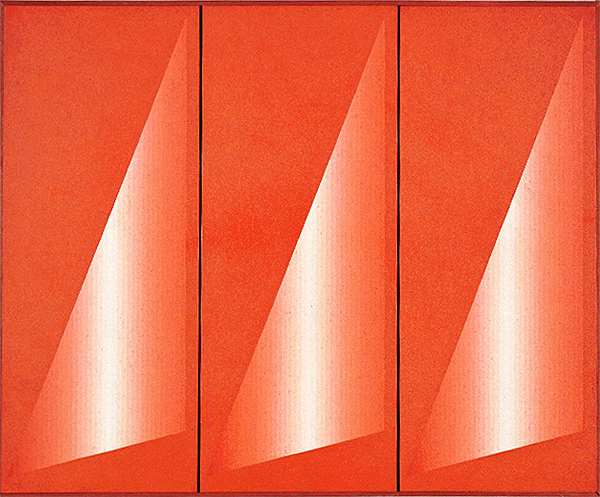
Jader Siqueira: Tríptico I, 1977, óleo sobre tela, acervo do MARGS

A década de 1960 é quando acontece, como declara Marilene Pieta, a real modernização da pintura gaúcha e o primeiro momento de sua individualização, com a afirmação de características próprias. Segundo ela, superando a inconsistência das pesquisas anteriores e a contínua oscilação entre modelos formais progressistas e ultrapassados, a vanguarda, antes marginalizada, "força o aval social e aguarda o novo estatuto artístico que permitirá ao seu projeto estético ser perpassado e absorvido socialmente.".
Iberê inicia um ciclo de palestras polêmicas seguidas de aulas de pintura no embrião do Atelier Livre da Prefeitura de Porto Alegre, surgem algumas galerias comerciais e o abstracionismo ganhava espaço pelas mãos de Flores, Iberê, Titze, Rodrigues, Petrucci, Ênio Lippmann e Suelly Kelling. O terreno se solidificara, mas não se pode dizer que fosse realmente amplo. Apesar das verbas oficiais as instituições ainda eram carentes em vários sentidos, as tensões entre a tradição e a modernidade ainda não haviam arrefecido de todo, e limitavam a expansão e a auto-sustentabilidade do mercado, que era em verdade pequeno e se restringia quase só à capital do estado, embora desse alguns sinais nítidos de crescimento.
Esta década e com maior força a seguinte veriam a movimentação cultural crescer, especialmente em Porto Alegre, sempre o principal centro dos avanços e dos debates. Novas estéticas, como a Arte conceitual, o Concretismo, a Arte pop, a Nova Figuração, dão ares no sul e encontram o ambiente agitado por ecos do conflito internacional entre socialismo/comunismo e capitalismo, e entre democracia e totalitarismo, origem de questões que vinham sendo levantadas desde anos antes através das artes gráficas. Sendo vários gravuristas também pintores, levavam a discussão também para a pintura. Alguns novos nomes aparecendo por então foram Leo Fuhro, Jader Siqueira, Léo Dexheimer, Carlos Carrion de Britto Velho, Antônio Soriano, Paulo Peres, Clara Pechansky, Nelson Jungbluth, Cláudio Carriconde e sobretudo Waldeny Elias, no entender de Pieta talvez a figura mais importante e completa neste momento para a modernização da pintura sulina pelo poder simbólico de sua obra, capaz de catalisar e sintetizar as ideias e ideais de sua geração. Pedro Escosteguy também merece nota por ter sido o pioneiro da Arte conceitual brasileira, embora tenha trabalhado a maior parte de sua carreira no centro do Brasil.
Aquelas novas estéticas trouxeram um impulso adicional para a pesquisa em torno de novas formas e linguagens plásticas e novos meios de expressão. Assim, acompanhando o movimento internacional, aparecem obras híbridas, incorporando técnicas, procedimentos e materiais alheios à pintura tradicional, a temática se diversifica e passa a abordar problemas da cidade grande e da política, o corpo humano é retratado muitas vezes de formas em nada lisonjeiras ou ideais e torna-se mesmo suporte para a pintura, e todo o sistema de educação, produção, significação e circulação da arte é posto em xeque. É nesse período que se desenvolve internacionalmente um interesse pelo processo em detrimento do produto, ou seja, a obra, trabalhando com o efêmero e requisitando uma participação maior do espectador, objetivando uma vivência multi-sensorial antes do que a contemplação distante que cercava a produção tradicional. Ao mesmo tempo, o artista deixa de ser visto como um gênio criador individual, passando a ser o "desencadeador de um estímulo, gerador de uma solicitação a um modo particular de atividade e percepção". Esses aspectos foram aprofundados por artistas ligados ao grupo KVHR, o Grupo Nervo Óptico e ao Espaço N.O., no final dos anos 1970, que se aventuravam por caminhos de inovação radical.

Iberê Camargo: Figura em tensão, 1969, MARGS

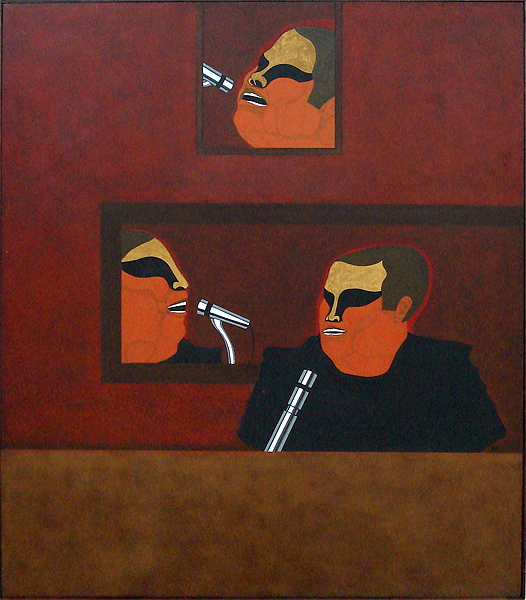
Britto Velho: Pintura nº 2, 1977, acrílico sobre tela, acervo do MARGS

Mas apesar da abertura de novos horizontes para a pesquisa, em vista da reviravolta política ocorrida com a instauração do regime militar em 1964, alguns artistas sentem que há um retrocesso em várias outras áreas, como disse Glauco Pinto de Moraes: "Em tempos de censura e repressão cultural, a maior perda que se sofre é a que ocorre por não terem as coisas sequer existido. É perda tudo o que se deixa de produzir pela castração da criatividade, os eventos suprimidos, os espaços fechados, a informação sonegada, o debate que não houve, a obra censurada, o apoio retirado, enfim, o vazio cultural decorrente do silêncio imposto".
Uma grande compensação foi a consolidação do Atelier Livre como espaço alternativo de criação e estudo da pintura e outras artes. Originado das palestras ministradas por Iberê Camargo em 1961, iniciou suas atividades como modestíssimo atelier de pintura nos altos do Mercado Público, mas em 1978 foi instalado em nova sede, espaçosa e equipada. Foi - e ainda é - um espaço livre e bastante democrático de intensa atividade, com oficinas, teatros e cursos para diversas técnicas artísticas, que serviu de escola para muitos nomes destacados e como uma alternativa ao ensino oficial, de acesso mais restrito, oferecido pelo Instituto de Artes da UFRGS. Para José Augusto Avancini, "o surgimento do Atelier em 61, no Rio Grande do Sul, representou para nós o que foi, em nível nacional, a Semana de Arte Moderna. E por essa estrutura muito flexível e muito aberta que ele teve, e ainda mantém hoje, possibilitou a presença em confronto de várias tendências artísticas, de vários movimentos com diferentes pressupostos estéticos". Passaram por ali como alunos ou professores Ana Alegria, Regina Ohlweiler, Fernando Baril, Paulo Porcella, Danúbio Gonçalves, Henrique Fuhro, Vera Wildner e Britto Velho, todos nomes importantes na pintura gaúcha em especial de tempos mais recentes.
Nos anos 1970 também é de assinalar o Salão de Artes Visuais do Instituto de Artes da UFRGS, onde a abstração ganhou finalmente reconhecimento oficial; a criação em Novo Hamburgo da Fundação Ernesto Frederico Scheffel, abrigando o grande acervo de Ernesto Frederico Scheffel, cuja obra de elevado nível sempre fiel à herança acadêmica é caso singular no estado; e o aparecimento de interessantes pintores naïf como Carlos Alberto de Oliveira, Paulina Eizirik, Otaciano Arantes, Maria di Gesù e Olegário Triunfo, enquanto que Carlos Mancuso e Nathanael Guimarães marcam presença como aquarelistas.

## A pós-modernidade

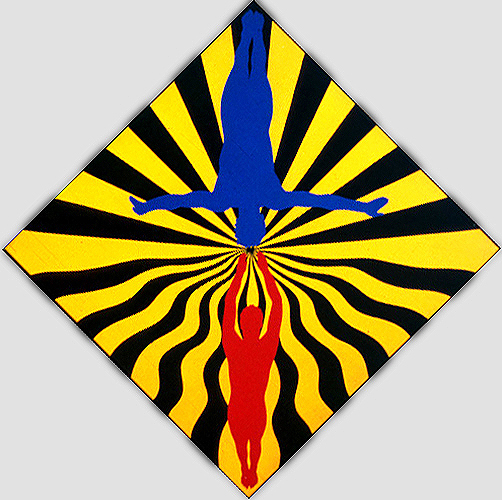
Milton Kurtz: Quasi contacto, 1989, acrílico sobre tela, acervo do MARGS

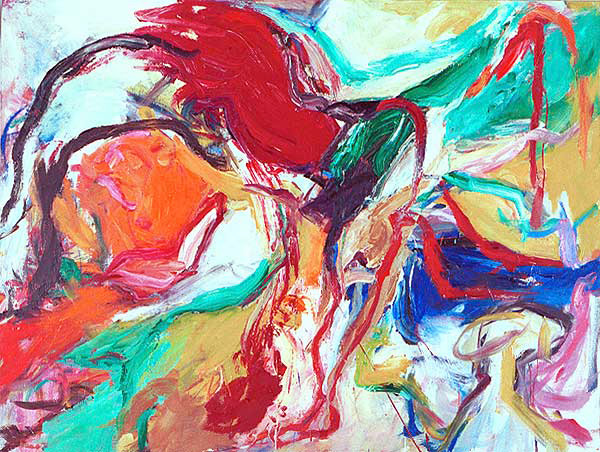
Regina Ohlweiler: O primeiro vôo do pássaro azul, óleo sobre tela, 1990. acervo do MARGS

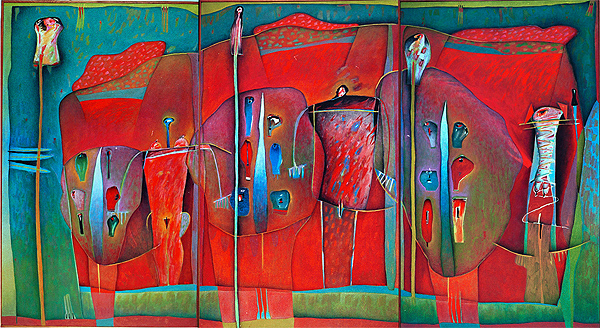
Maria Tomaselli: Três semanas, acrílico sobre tela, 1995. Acervo do MARGS

A polêmica conceitual e prática entre as vanguardas e os acadêmicos, iniciada lá nos anos 20-30 pela introdução do modernismo, agudizada pelas transformações políticas, sociais e estéticas dos anos 50 a 70, se estenderia até dentro dos anos 80, agora envolvendo as novas vanguardas em oposição aos modernistas, que por esta altura haviam se tornado eles mesmos ultrapassados como proposta estética contemporânea. Uma das novidades mais interessantes foi a mudança nos objetivos da prática artística, pois as modificações nas relações entre o artista e o público, no conceito de obra e também no mercado, alimentado por um capitalismo cada vez mais voraz e internacionalizante, fizeram com que a procura por uma identidade artística regional passasse a acontecer, segundo Icleia Cattani, "através de um cosmopolitismo nas formas e na procura de espaços para veiculação das obras caracterizadas não pela diferença em relação a outros centros (base do regionalismo), mas na equiparação qualitativa", ainda que a problemática do regionalismo permaneça presente "não nos sistemas de formas, mas como base ideológica que serve como referencial de reconhecimento e identificação". Essa mudança de foco levou alguns artistas a pensarem que uma "arte gaúcha" de fato havia existido no passado, mas se dissolvera em vista da internacionalização da arte contemporânea e da globalização da cultura em geral. Mesmo assim, alguns outros ainda apostavam no regionalismo, associando-o ao folclore e à arte popular, ou distinguindo determinados procedimentos específicos e identificando-os como peculiares ao Rio Grande do Sul. No terreno da crítica, porém, foi um período de declínio, com as exceções notáveis de Carlos Scarinci, Angélica de Morais e Luiz Carlos Merten, enquanto que a pesquisa acadêmica ganhava força não só na capital e a busca por aperfeiçoamento além da graduação se tornava mais frequente entre os artistas.
O abrandamento do regime militar e a dinamização da economia nacional também favoreceram a  atividade no campo da arte. Em 1984 ocorre o Rio a emblemática exposição Como vai você, geração 80?, onde a pintura ressurgia em clima de festa de um período instável e muitas vezes cético, sombrio e sofrido, influenciada por escolas europeias e americanas como os herdeiros da Action painting, o Novo Expressionismo e os Novos Fauves, anunciando o multifacetado movimento Pós-moderno, com seu internacionalismo e gosto pela releitura e resgate de estilos históricos. Em seguida a Bienal de São Paulo de 1985 monta a sua Grande Tela, uma mostra polêmica onde a pintura foi dominante. Dois anos depois Iberê Camargo, nesta época um dos mais celebrados pintores nacionais, é o centro de um grupo de artistas destacado na mostra Viva a Pintura, no espaço Petit Galerie do Rio. O sul não ficou insensível a este movimento e testemunha o surgimento de enorme pluralidade de tendências. Nas palavras da pesquisadora Blanca Brittes, era
"A passagem de dois momentos fortes e diferenciados. Acabavam-se esperanças de sonhos idealizados para o século que havia sido planejado para tornar-se uma sociedade ideal, na qual a arte consequentemente acompanharia esses preceitos. Em contrapartida, sem sonhos ou idealizações, todos pareciam sentir-se mais fortes na expectativa da virada mágica do milênio, que, segundo muitos, estava iniciando no final desta década."

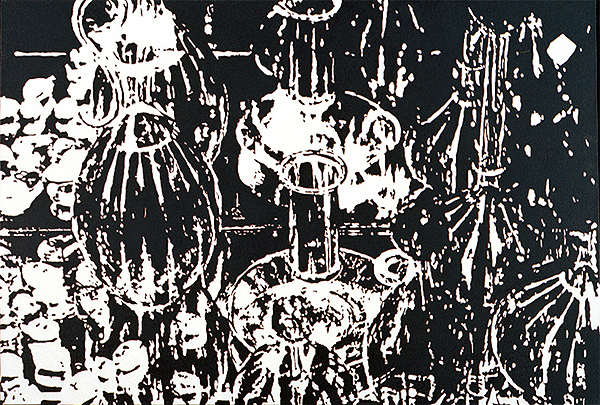
Mário Röhnelt: Sem título, 1991, acrílico sobre tela, acervo do MARGS

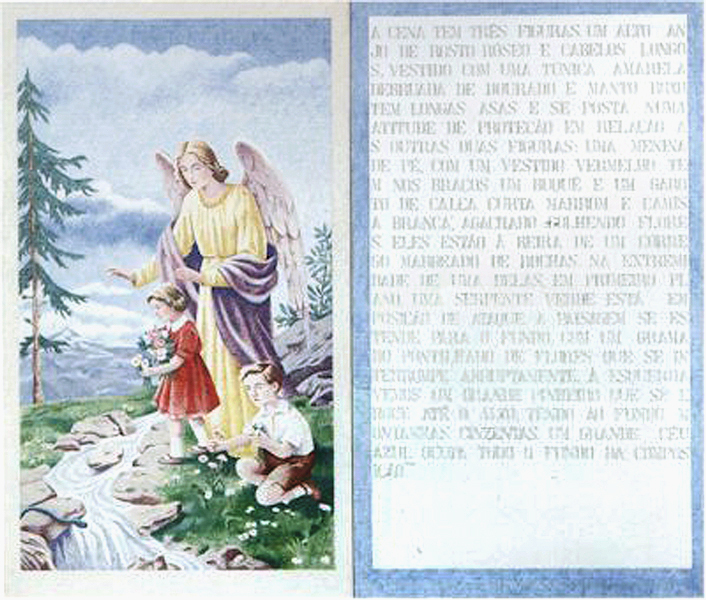
Alfredo Nicolaiewsky: Anjo da guarda, acrílico sobre tela, 1993

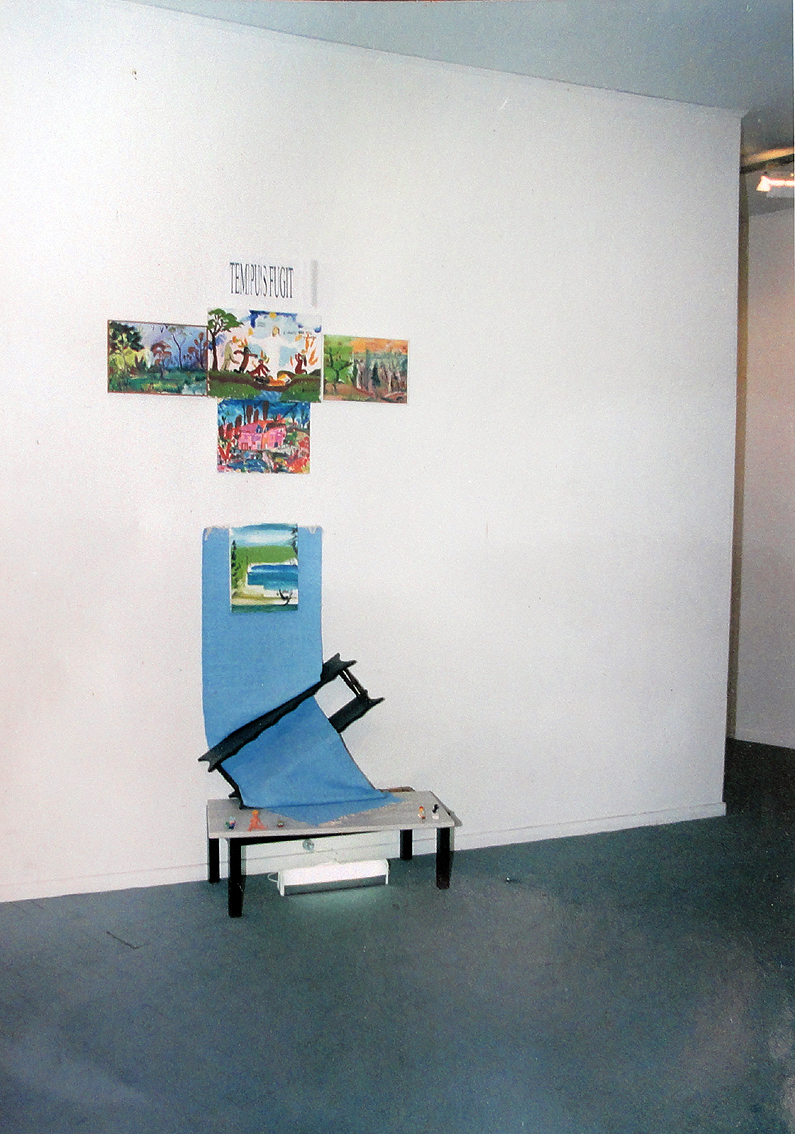
Tempus fugit, parte da instalação Simplégades com pinturas e outros objetos, de Ricardo Frantz, na coletiva Remetente, Espaço Cultural ULBRA, 1998, Porto Alegre

Nesse momento de grande diversidade e atualizações mais rápidas, se destacam Mário Röhnelt, Milton Kurtz e Romanita Disconzi, ligados ao Nervo Óptico e ao Espaço N.O., e também Alfredo Nicolaiewsky, elaborando elementos da arte conceitual em direção a uma nova visualidade pictórica, explorando as relações da pintura com as artes gráficas, a fotografia e a cultura de massa numa atmosfera Pop. Maria Lídia Magliani inicia uma carreira de sucesso onde aborda a condição oprimida da mulher, Antônio Soriano, Clébio Guillon Sória e Antônio Gutierrez cultivam o figurativismo regionalista e Maria Tomaselli Cirne Lima faz uso de um imaginário inspirado em tradições folclóricas e indígenas do Brasil. Iberê, já consagrado no Brasil, de volta ao estado se torna uma presença estimulante. Galerias abertas poucos anos antes, como a Guignard (1970), Eucatexpo (1975), Delphus (1978) e Cambona (1978) reafirmam sua presença com intensa programação num mercado que começava a se ampliar. Acontecem os primeiros leilões de arte, a galeria Oficina de Arte já pode manter artistas sob contrato, e diversos livros de arte e bons catálogos começam a circular.
Outros que merecem nota são Renato Heuser, Karin Lambrecht e Regina Ohlweiler, seguindo os princípios da abstração informal; Gisela Waetge se aproximando do desenho; Petrucci e Ivan Pinheiro Machado engajados com o hiper-realismo; Yeddo Titze mantendo viva uma chama modernista, enquanto que Heloísa Schneiders da Silva e Ruth Schneider revisitam a figuração expressionista, e Fernando Baril e Britto Velho atualizam o surrealismo, influenciando muitos alunos. Formaram uma geração numerosa e dinâmica de ótimos pintores e professores em atividade, irradiando influência para o interior. Acrescentando à ebulição geral o MARGS traz em 1986 uma enorme mostra de pintores contemporâneos da Escola de Berlim, com grande impacto sobre a nova geração de pintores gaúchos.
Por outro lado, neste mesmo período observou-se um crescente interesse internacional pelos artistas iniciantes, interesse que contribuiu para a abertura de um novo mercado. Procedimentos mais tradicionais também voltam a aparecer, reintegrando a pintura como uma categoria específica, mas, como entende Ana Albani de Carvalho,
"Mais do que uma negação ou ruptura com as propostas mais radicais - como as levadas a cabo durante os anos 1970 em Porto Alegre por artistas vinculados à arte postal, à performance e, especialmente, a grupos como o Nervo Óptico e o Espaço N.O. - as novas gerações de artistas surgidas durante os anos 1980 e 90 são devedoras de seus questionamentos, atitudes e visualidade. Assim, tanto a pintura como o desenho dos anos 1980 incorporavam o questionamento do suporte, materiais e técnicas, a ênfase no gesto que poderia ser estendido até o limite da bidimensionalidade, a indagação quanto ao lugar da imagem no debate cultural contemporâneo".
Desta forma, nos anos 90, ao mesmo tempo que artistas já conhecidos solidificam suas carreiras, um grande número de jovens fazem sua estreia em galerias dinâmicas como a Tina Presser e a Arte&Fato, ou no Projeto João Fahrion, mantido pelo MARGS e o Instituto Estadual de Artes Visuais (IEAVI) e dedicado a artistas emergentes. Muitos deles, como assinalou Claudia Paim, buscavam se associar em projetos coletivos independentes, mostrando seus trabalhos em espaços que lhes permitissem mais autonomia e liberdade, e questionando o sistema institucionalizado de produção, exposição e consagração da arte, podendo ser destacadas as exposições Plano B (1997) e Remetente (1998), que se configuraram como propostas de ações coletivas renovadoras, embora não exclusivamente dedicadas à pintura. Dentre os nomes desta geração, podem ser citados Richard John, Marilice Corona, Chico Machado, Ubiratã Braga, Nelson Wilbert, Teresa Poester, Tatiana Pinto, Paula Mastroberti, Elton Manganelli, Alexandre Arioli, Eduardo Vieira da Cunha, Hô Monteiro, René Ruduit, Eduardo Haesbaert, Adriano Rojas, Eduardo Miotto, Gelson Radaelli, Antônio Augusto Frantz Soares, Cynthia Vasconcellos e Ricardo André Frantz, que pesquisam diversas tendências (às vezes mais de uma ao mesmo tempo), ora figurativas, ora abstratas e conceituais, ora empregando a paródia de elementos da cultura popular, dos primitivos e do Kitsch, e até incorporando meios, materiais e modos expositivos alternativos. Ana Albani de Carvalho ofereceu uma panorâmica sobre este grupo apontando seus três principais centros de interesse:
- "A significativa preponderância dos aspectos referentes à gênese da obra, sendo que muitos trabalhos contemporâneos remetem à problematização da própria noção de obra, subvertendo seus paradigmas fundadores;
- "Expansões, migrações e/ou contaminações entre categorias e procedimentos, por exemplo: do plano para o espaço, isto é, do desenho ou da pintura para o objeto e para a instalação;
- "Não-permanência da obra, sua mutabilidade, noção geralmente acompanhada da noção de 'montagem' e não equivalente à noção de 'efêmero' ou 'desmaterializado', usual nos anos 70: em contraponto à ideia da efemeridade, a mutabilidade ou não-permanência se revela nas múltiplas possibilidades de apresentação, montagem, remontagem, rearticulação ou 'reaproveitamento' de um mesmo trabalho".[56]

Esta nova geração também se caracterizou por marcar presença constante em grandes salões nacionais, expondo assiduamente em outros estados e até no exterior, por ser muito rápida na resposta a novas informações, estando a par de tudo o que acontecia na cena internacional, por possuir um forte senso de individualismo e de profissionalismo, programando conscientemente suas carreiras, e por buscar ativamente uma melhor preparação intelectual ingressando em pós-graduações e grupos de pesquisa, surgindo entre eles pouco mais tarde muitos doutores, críticos e professores. É a época em que o recém-fundado Museu de Arte Contemporânea mantém programação intensa com exposições de pintores nacionais como Dudi Maia Rosa, Carlos Vergara e Marcos Giannotti, o Salão da Câmara e o Salão do Jovem Artista realizam suas edições mais concorridas e interessantes, a Usina do Gasômetro e a Casa de Cultura Mario Quintana se firmam como grandes espaços culturais, e Porto Alegre vê nascer a Fundação Iberê Camargo, que em poucos anos de atividade já é um centro de cultura importante, além de ser um rico museu da obra do pintor. Ao mesmo tempo, o estado instala a sua Bienal do Mercosul, sempre com grande público, a partir da edição de 2007 acompanhada pelo evento paralelo e independente da Bienal B.

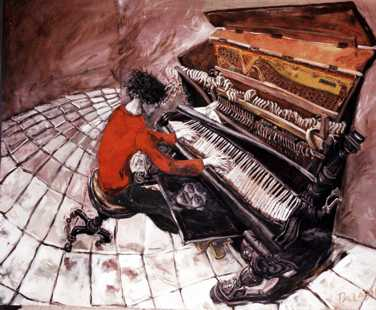
Paula Mastroberti: Daniel, acrílico sobre tela, 1991
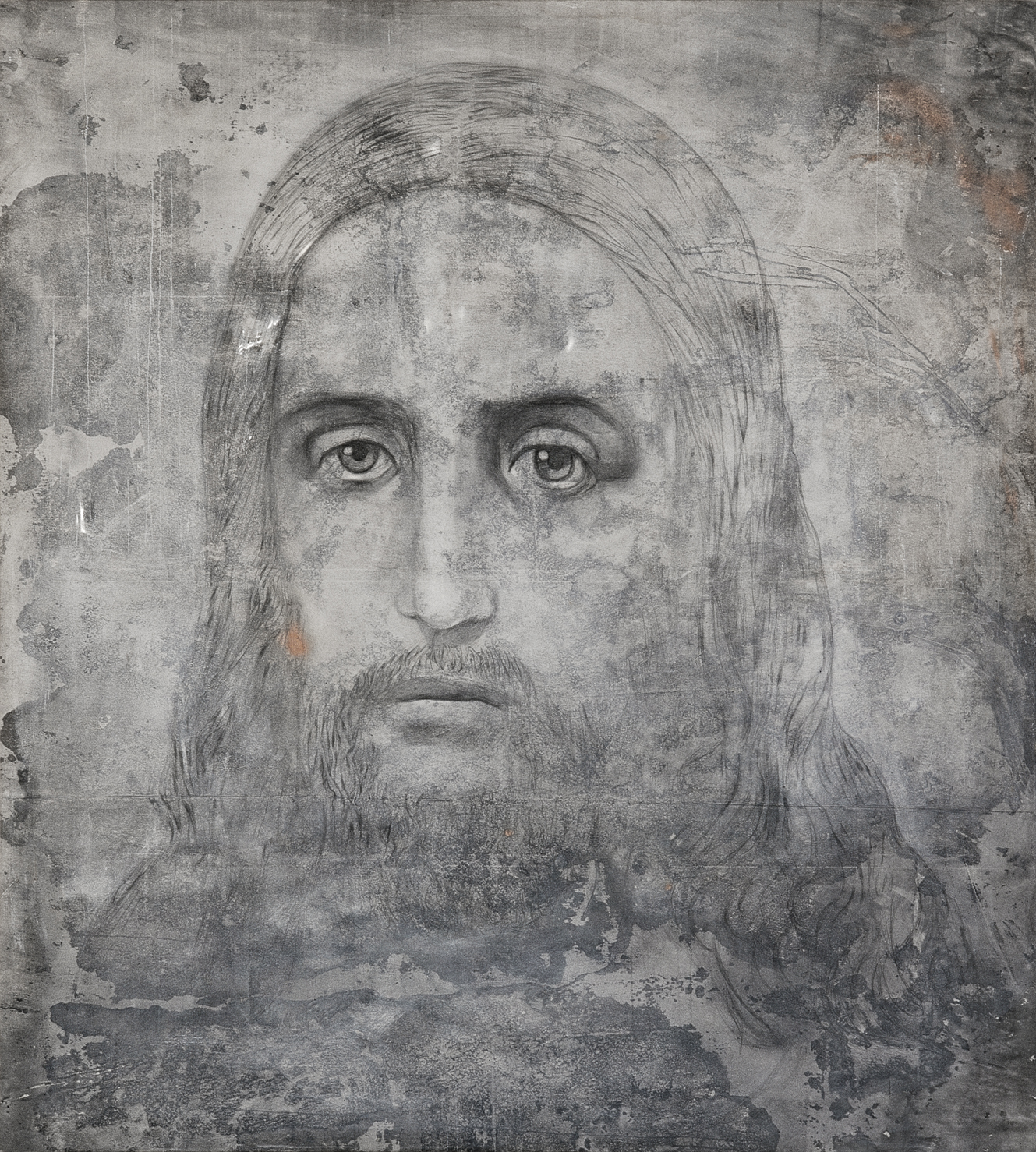
Richard John: sem título (série Morphing Jesus), grafite e acrílico sobre tela, 1995
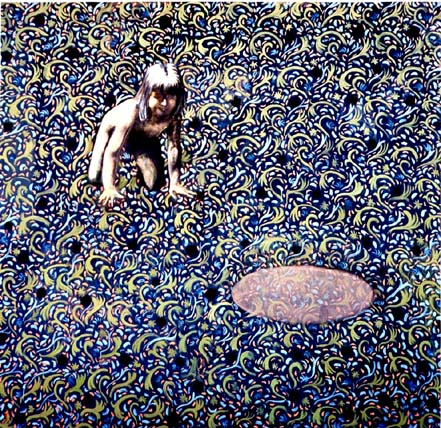
Marilice Corona: sem título, acrílico sobre tela, 1996
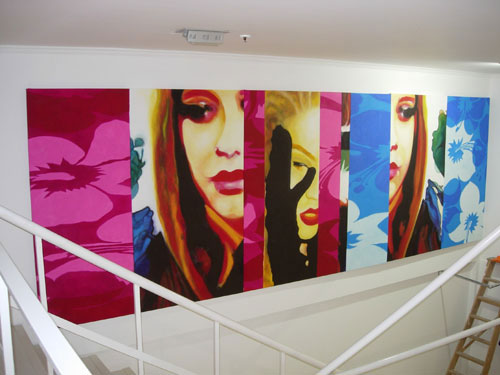
Eduardo Miotto: sem título, óleo sobre tela, 2007

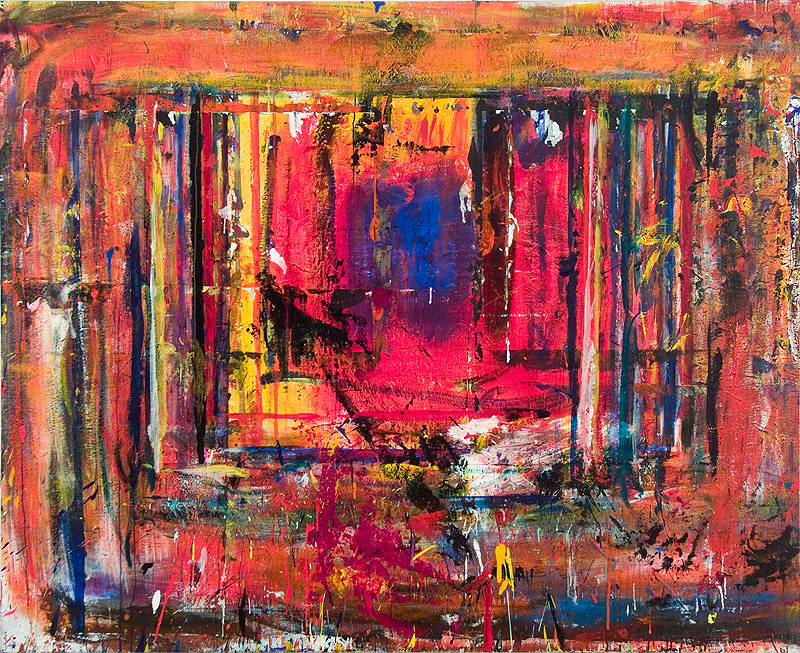
Antônio Augusto Frantz: sem título (série Pinturas não Realizadas), acrílico sobre tela, 2004/2006
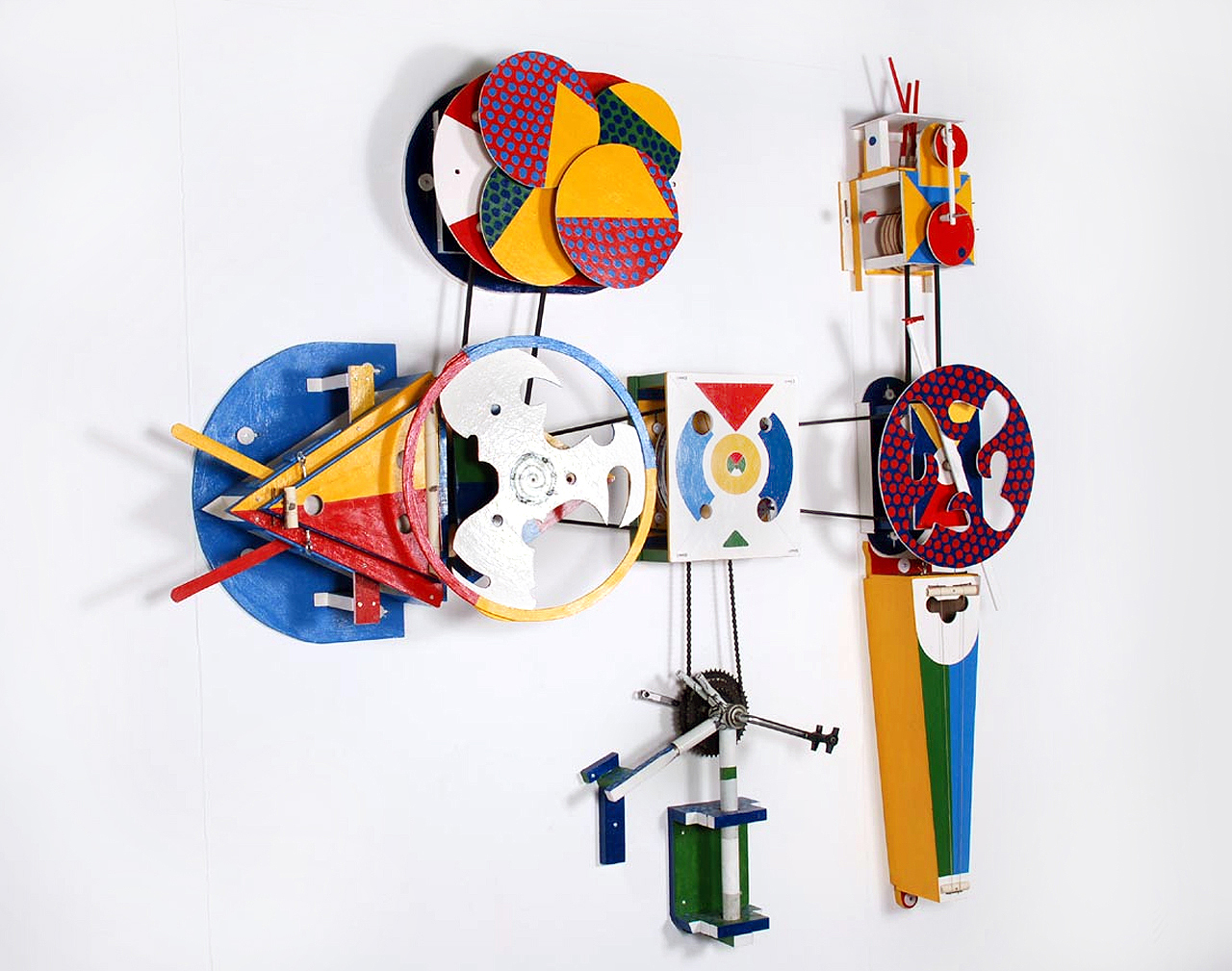
Chico Machado: deraierendelouer, pintura sobre suporte móvel, manipulável e sonoro, materiais diversos, 2007
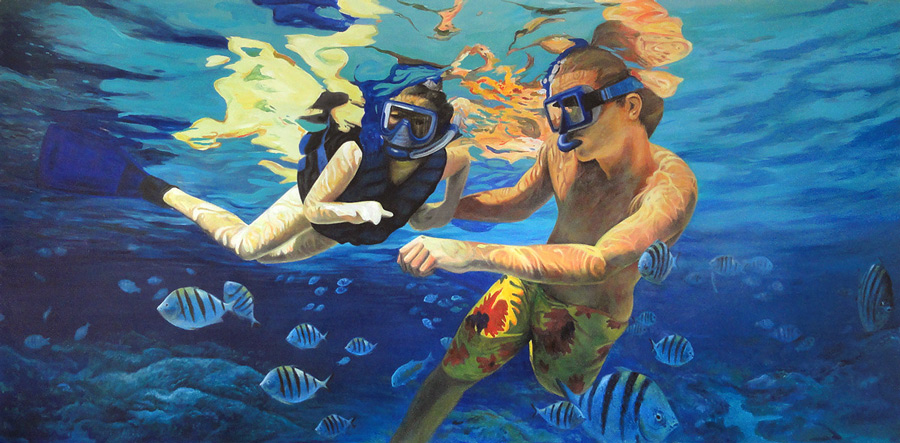
Ricardo Frantz: Iniciação, acrílica sobre tela, 2012
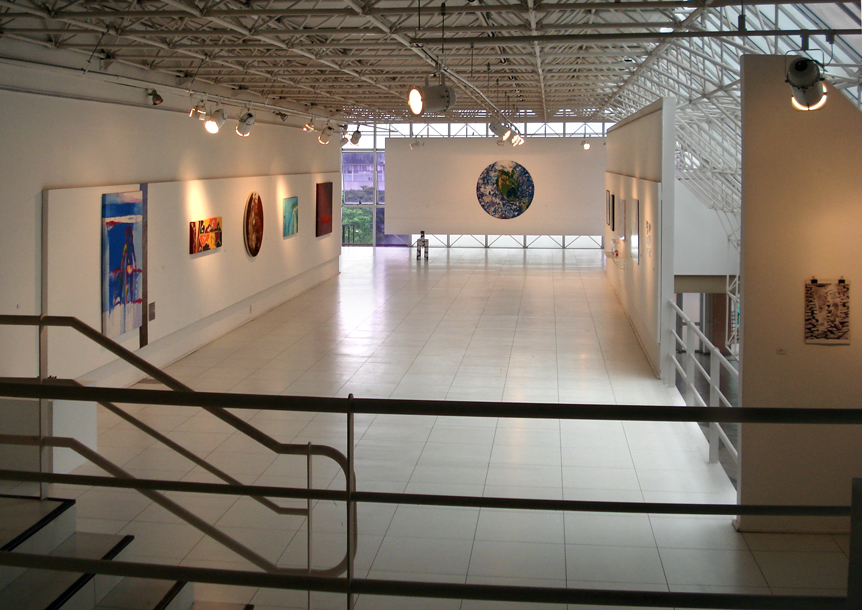
Galeria Xico Stockinger da Casa de Cultura Mario Quintana com exposição de pinturas, 2008

A pintura mais recente do Rio Grande do Sul continua apostando na multiplicidade e na liberdade, mas trabalha sob o impacto da globalização, com mudanças no sistema de arte que afastam o Estado da cena como dirigente efetivo e patrocinador, vê surgir a figura do produtor cultural, e sofre com a concorrência das novas mídias e a retração do mercado. Por outro lado, são programadas exposições retrospectivas de grande vulto de figuras históricas locais em projetos da Caixa Econômica Federal (Caixa Resgatando a Memória, com mostras de Trindade Leal, Petrucci, Boeira, Libindo, Pelichek, Koetz, Peres) e do MARGS (Gheno, Escosteguy, Malagoli, Danúbio e Weingärtner). Essas retrospectivas também significaram um grande avanço nos estudos teóricos sobre a história da pintura gaúcha, alcançando um patamar de alta qualificação profissional. O MARGS, além das retrospectivas e das curadorias de acervo Anos 1960/70 e Anos 1980/90, organiza grandes mostras históricas nacionais com acervos do Museu Nacional de Belas Artes e do Museu de Arte Moderna do Rio de Janeiro, além de trazer algumas exposições internacionais como Florença - Tesouros do Renascimento com pinturas italianas, e Arte na França 1860-1960: o Realismo, de acervo francês. A educação acadêmica chega a níveis superiores com a consolidação dos cursos de pós-graduação em Artes Visuais no Instituto de Artes e do curso de Especialização em Artes Plásticas da PUC. No entanto,  ainda não foi levantada uma história geral da pintura no Rio Grande do Sul, e os estudos disponíveis são todos eles limitados a alguns aspectos específicos ou a certos períodos históricos, deixando amplas lacunas a serem exploradas.

## Atualidade

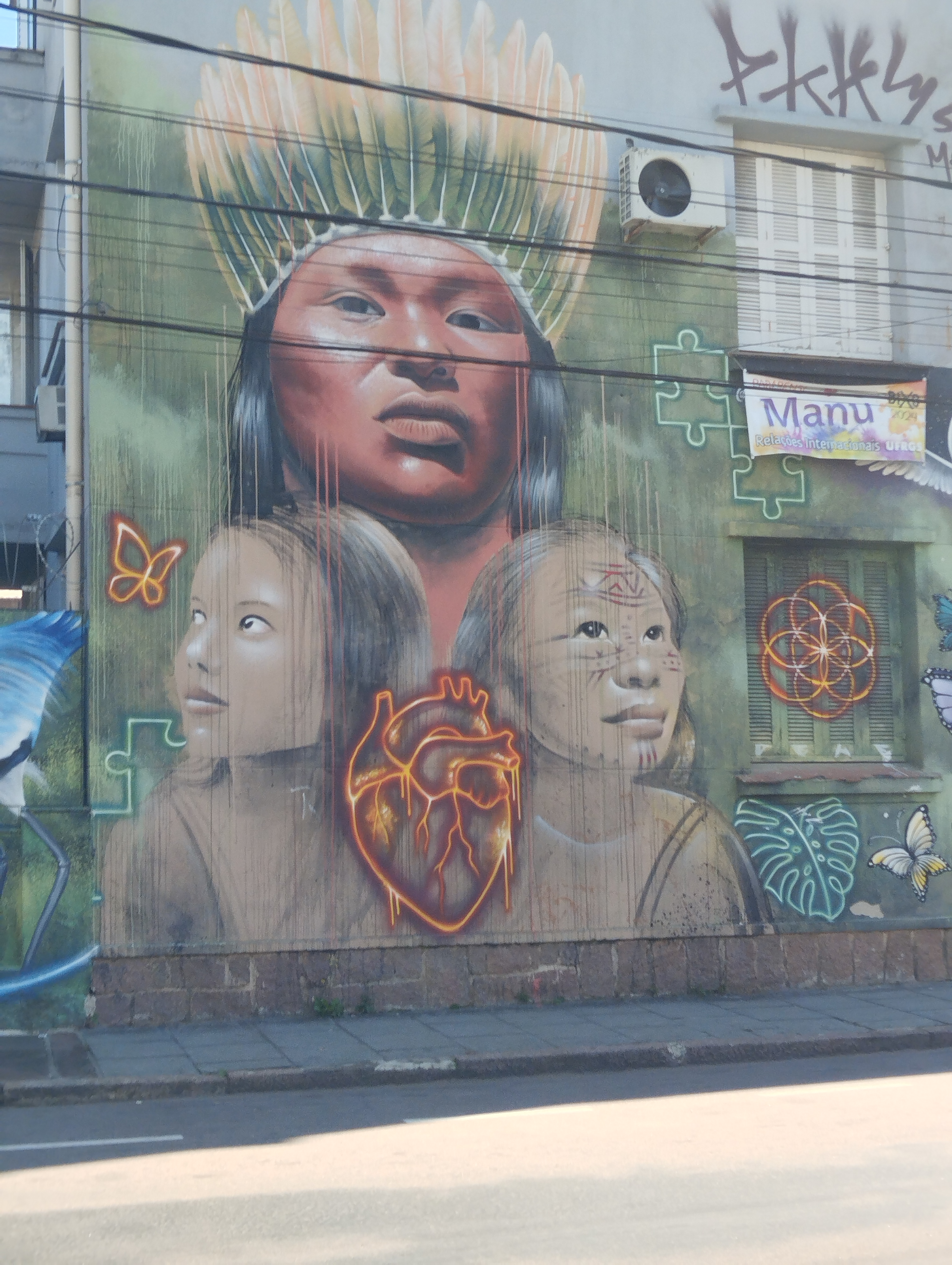
Arte de rua em Porto Alegre, valorizando os povos indígenas

Atualmente, ainda que Porto Alegre mantenha por ampla margem sua posição dominante, a pintura é cultivada com seriedade em diversos outros centros que já desempenham um papel de difusores regionais, como Santa Maria, que mantém um Salão Latinoamericano e possui uma universidade importante; Pelotas, onde o Instituto de Artes da UFPel, o Museu Leopoldo Gotuzzo, a Fundação de Lazer e Turismo, Rogério Prestes de Prestes e Lenir de Miranda dinamizam a cena; Montenegro, com os cursos da FUNDARTE e o Museu de Arte de Montenegro; Passo Fundo, com a atuação de Ruth Schneider e do Museu Ruth Schneider; Novo Hamburgo, com seu curso de Pós-graduação em Poéticas Visuais da FEEVale, e Caxias do Sul, com grande grupo reunido em torno do NAVI. Já são realizadas com relativa freqüência e boa aceitação popular especialmente entre estudantes mostras de pintura em inúmeras outras localidades menores, demonstrando a fertilização do território gaúcho em larga escala, mas o mapeamento e caracterização em detalhe da pintura gaúcha mais recente ainda estão por fazer.

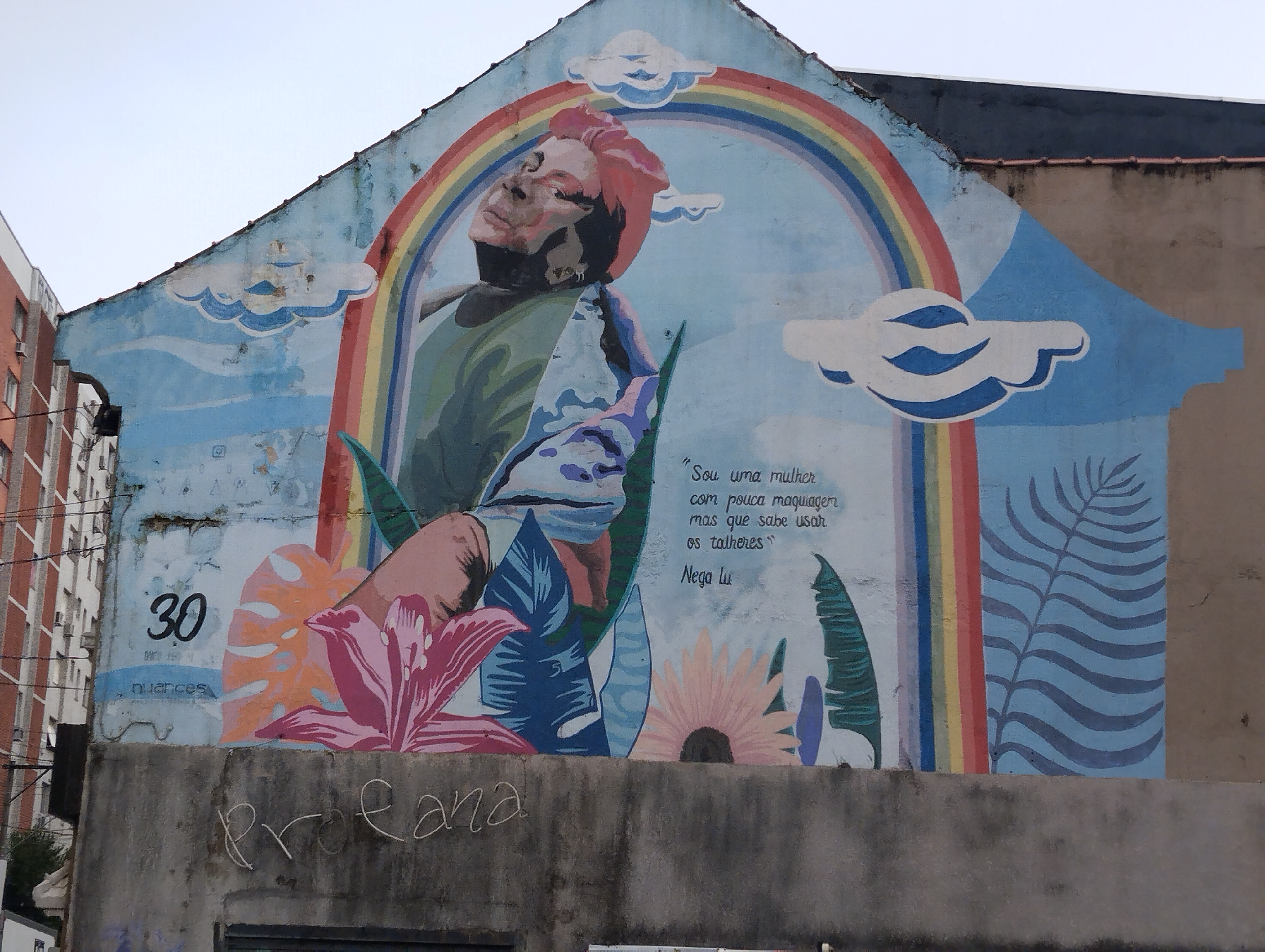
Arte de rua em Porto Alegre homenageando Nega Lu, um ícone popular e uma referência na defesa da diversidade sexual

Esta sucinta descrição dos caminhos da pintura no Rio Grande do Sul não poderia encerrar sem se fazer uma menção a uma manifestação pictórica característica dos grandes centros urbanos, o grafite ou arte de rua, que, em especial em Porto Alegre, nos últimos anos já vem mostrando exemplares de grande interesse plástico. Ainda é uma prática clandestina confundida com a pichação e o vandalismo, sendo realizada em sua grande maioria por autores anônimos, mas sua presença já é massiva nos bairros mais centrais da capital, se espalha para outras cidades e tem influenciado a produção "culta" de vários artistas da geração mais jovem. No centro do país esta forma de arte já desenvolveu uma qualidade artística reconhecida por vários críticos e até mesmo mereceu atenção dos curadores da Bienal Internacional de Arte de São Paulo nos anos 1980, mas o grafite gaúcho ainda está à espera de estudos qualificados.
Entretanto, há sinais de uma rápida valorização desta arte no estado, que passa a ser entendida como uma forma de fortalecimento de laços sociais e culturais entre os jovens, de formação de cidadania, de educação no respeito às diferenças, de sensibilização estética, política e patrimonial, recebendo frequente cobertura midiática e integrando projetos desenvolvidos por universidades, escolas, empresas e outras instituições, como a pintura dos trens do Trensurb, a realização da mostra Transfer pelo Santander Cultural, dedicada à arte das ruas, e a instalação de uma Galeria Pública de Street Art na Estação Rodoviária do Trensurb. A grande mostra Metropolitanos – A Nova Urbanidade em Exposição, realizada em 2012 pelo MAC-RS, levou para um espaço de consagração um grande grupo de pintores ligados à arte de rua, e em 2013 a Fundação Pão dos Pobres promoveu o festival Aproximação, o primeiro festival gaúcho dedicado à arte urbana, com a pintura dos muros do Instituto, acompanhada de palestras, exposições e atividades de rua.